# The 9 by 5 Impression Exhibition

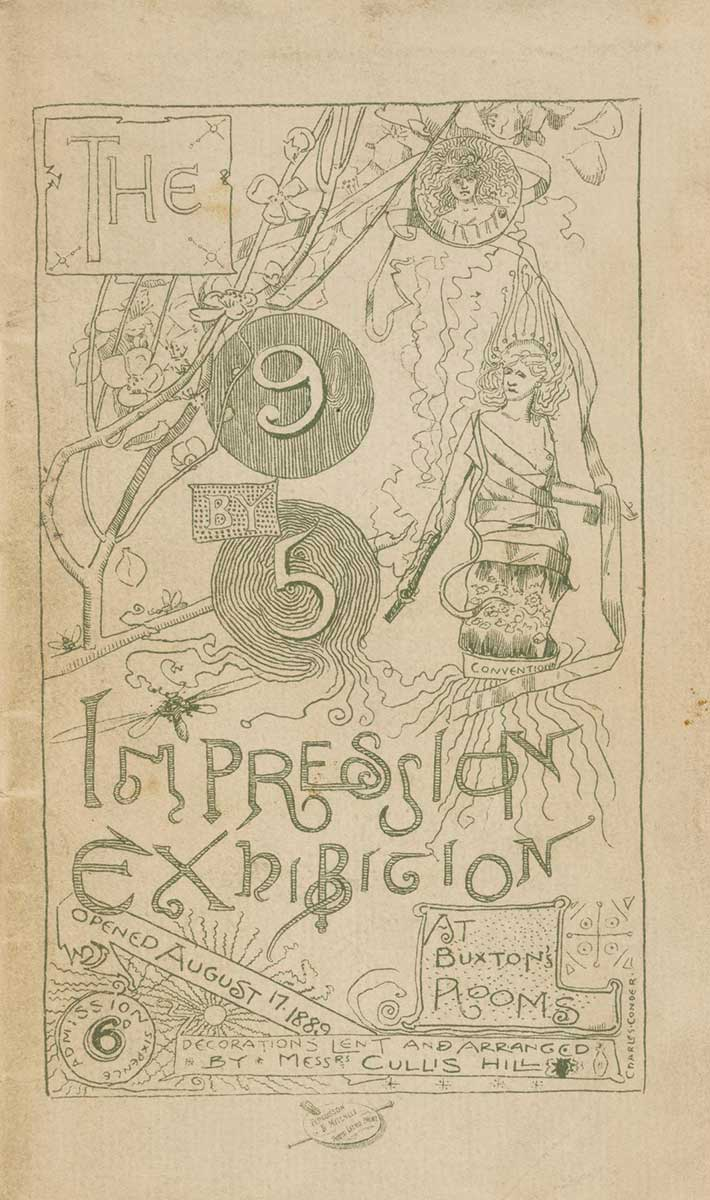
Cover des Ausstellungskatalogs von 1889. Entwurf: Charles Conder

The 9 by 5 Impression Exhibition (9X5 Exhibition of Impressions) kann als die berühmteste Kunstausstellung der australischen Kunstgeschichte bezeichnet werden. Sie markierte einen Wendepunkt in der Entwicklung der australischen Landschaftsmalerei.

## Geschichte
Die 9 by 5 Impression Exhibition wurde von Tom Roberts, Arthur Streeton und Charles „Chas“ Conder im Jahr 1889 in Melbourne organisiert. Diese drei Künstler waren die Schlüsselfiguren der Heidelberg School, die oft als die australische Bewegung des Impressionismus bezeichnet wird.
Der Name der Ausstellung leitet sich von den Maßen der kleinen Holztafeln – 9 × 5 inches (ca. 23 × 12,5 cm) – ab, auf denen viele der Bilder entstanden sind. Sie wurden auf Zigarrenkistendeckel gemalt, die Tom Roberts’ Freund Louis Abrahams, dessen Familie Zigarren importierte, zur Verfügung gestellt hatte. Die Künstler fertigten auf den Deckeln schnelle impressionistische Skizzen von Landschaften und Alltagsszenen an.
Bei der Entwicklung des Ausstellungskonzepts ließen sich die Künstler deutlich von James McNeill Whistler beeinflussen, dessen Londoner Ausstellungen als Gesamtkunstwerke bekannt waren. Whistler koordinierte jeden Aspekt, von der harmonischen Dekoration und Rahmung der Werke bis hin zu den speziell gestalteten Katalogen, die alle in die 9 by 5 Impression Exhibition übernommen wurden.

### Ausstellungskatalog

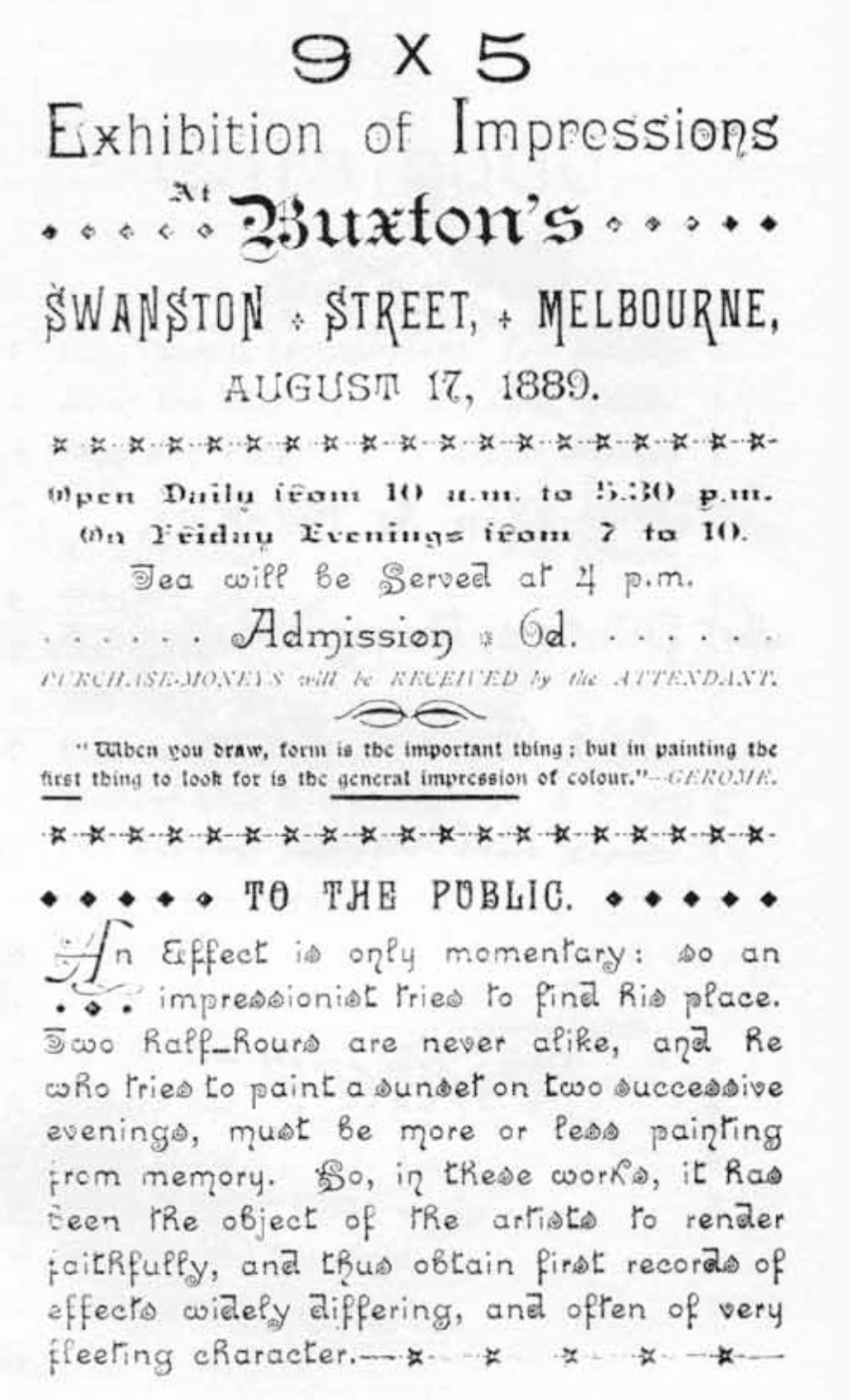
The 9 by 5 Impression Exhibition, Katalog der Ausstellung 1889, Seite 2.

In dem kleinen Katalog, den die australischen Künstler herausgaben – darin wird die Ausstellung „9 X 5 Exhibition of Impressions“ genannt – erläuterten sie ihre Interessen und Ziele auf der Seite 2: 
„An effect is only momentary; so an impressionist tries to find his place. Two half hours are never alike, and he who tries to paint the sunset on two successive evenings, must be more or less working from memory. So in these works, it has been the object of the artist to render faithfully, and thus obtain first records of effects widely differing, and often of very fleeting character.“ – Tom Roberts, Arthur Streeton und Charles Conder: 9 by 5 Impression Exhibition, Katalog. (Ein Effekt ist nur vorübergehend, also versucht ein Impressionist, seinen Platz zu finden. Zwei halbe Stunden sind nie gleich, und wer versucht, den Sonnenuntergang an zwei aufeinanderfolgenden Abenden zu malen, muss mehr oder weniger aus dem Gedächtnis arbeiten. Mit diesen Werken wollte der Künstler eine getreue Wiedergabe erreichen und so die ersten Eindrücke von Effekten festhalten, die sehr unterschiedlich und oft von sehr flüchtigem Charakter sind.)
Als Motto wird im Katalog ein Zitat von Jean-Léon Gérôme (1824–1904) vorangestellt:
„When you draw, form is the important thing; but in painting the first thing to look for is the general impression of colour.“ [Unterstreichungen im originalen Ausstellungskatalog von 1889] – Jean-Léon Gérôme: 9 by 5 Impression Exhibition, Katalog. (Beim Zeichnen ist die Form das Wichtigste, aber beim Malen muss man in erster Linie auf den Gesamteindruck der Farbe achten).
Tom Roberts soll diesen Ausspruch Gérômes aus Paris mit nach Melbourne gebracht haben, und die drei Künstler fanden, dass er das, was sie mit ihren Ölskizzen versuchten, so gut charakterisierte, dass sie ihn in den Katalog der Ausstellung „9 x 5“ aufnehmen ließen.
Die Ausstellung wurde am 17. August 1889 in den Buxton's Rooms in der Swanston Street in Melbourne eröffnet und umfasste 182 Werke. Tom Roberts, Charles Conder und Arthur Streeton steuerten die meisten Gemälde bei, C.D. Richardson die Skulpturen. Vier weitere Teilnehmer waren Frederick McCubbin, Charles Douglas Richardson, Roger Eykyn Falls und Herbert Daly.
Die Ausstellungsräume waren ästhetisch dekoriert, mit Vorhängen aus weicher Liberty-Seide, japanischen Sonnenschirmen, blauen und grünen Vasen mit Japonica und Rosen, Veilchen und Narzissen, und die Luft war süß vom Duft des Seidelbasts. Die Künstler wollten momentane Farb- und Lichteindrücke, flüchtige atmosphärische Effekte und vergängliche Stimmungen der Natur vermitteln. Um 16 Uhr wurde Tee serviert.
Die Eröffnung erregte in Melbourne großes Aufsehen. Eine kritische Besprechung der Ausstellung in der Presse wurde von den Künstlern begrüßt und sofort an der Eingangstür der Galerie angebracht, was noch mehr Besucher anlockte, die die Werke sehen wollten, die so viel Interesse geweckt hatten. Alle Werke waren verkäuflich. Während der Ausstellung wurden mehr als 80 Bilder verkauft.

### Vermächtnis
Die Ausstellung The 9 by 5 Impression Exhibition begründete den Ruf von Tom Roberts und seinen Freunden als Erneuerer und schuf ihre Identität als Gruppe australischer Impressionisten. Die Ausstellung gilt als Meilenstein in der australischen Kunstgeschichte, da sie die Prinzipien des Impressionismus aufgriff und dazu beitrug, die Heidelberg School als wichtige Bewegung zu etablieren.

## Galerie ausgestellter Werke

### Charles Conder

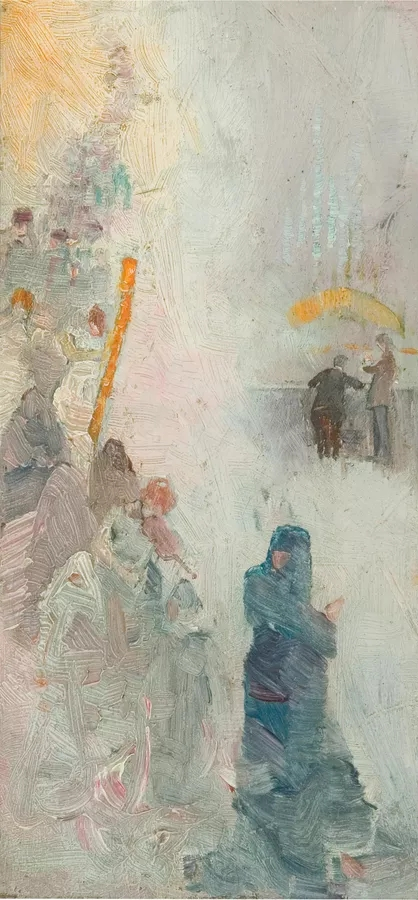
A Dream of Handel's Largo, 1889, Art Gallery of South Australia
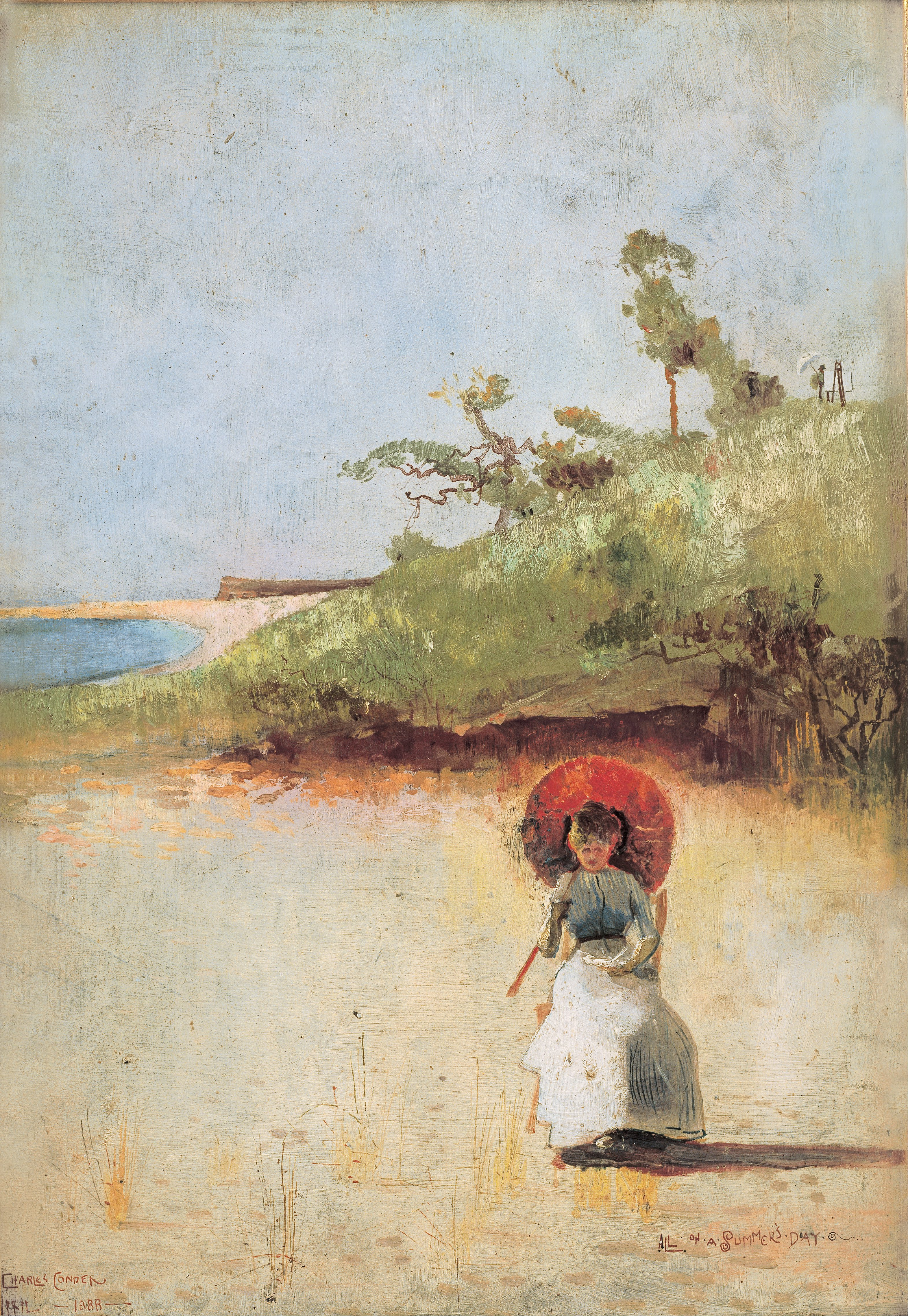
All on a summer's day, 1888, National Gallery of Australia
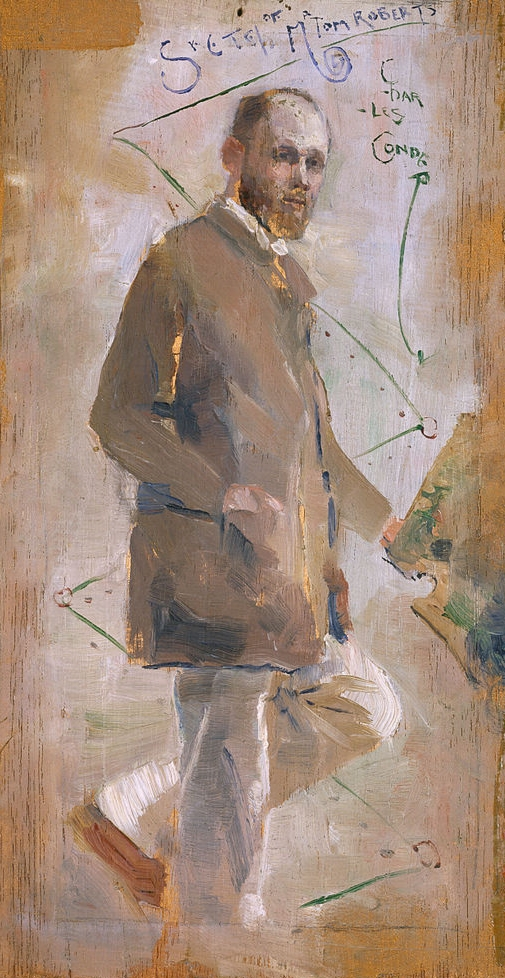
An Impressionist (Tom Roberts), 1889, Art Gallery of New South Wales
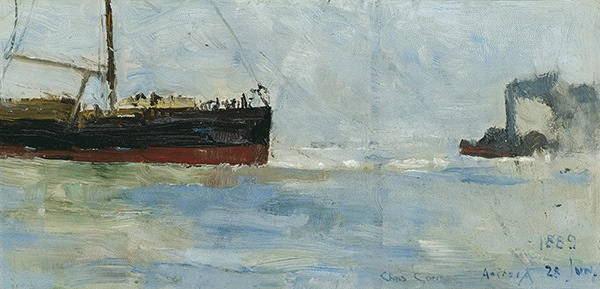
Arcadia, 1889, private collection
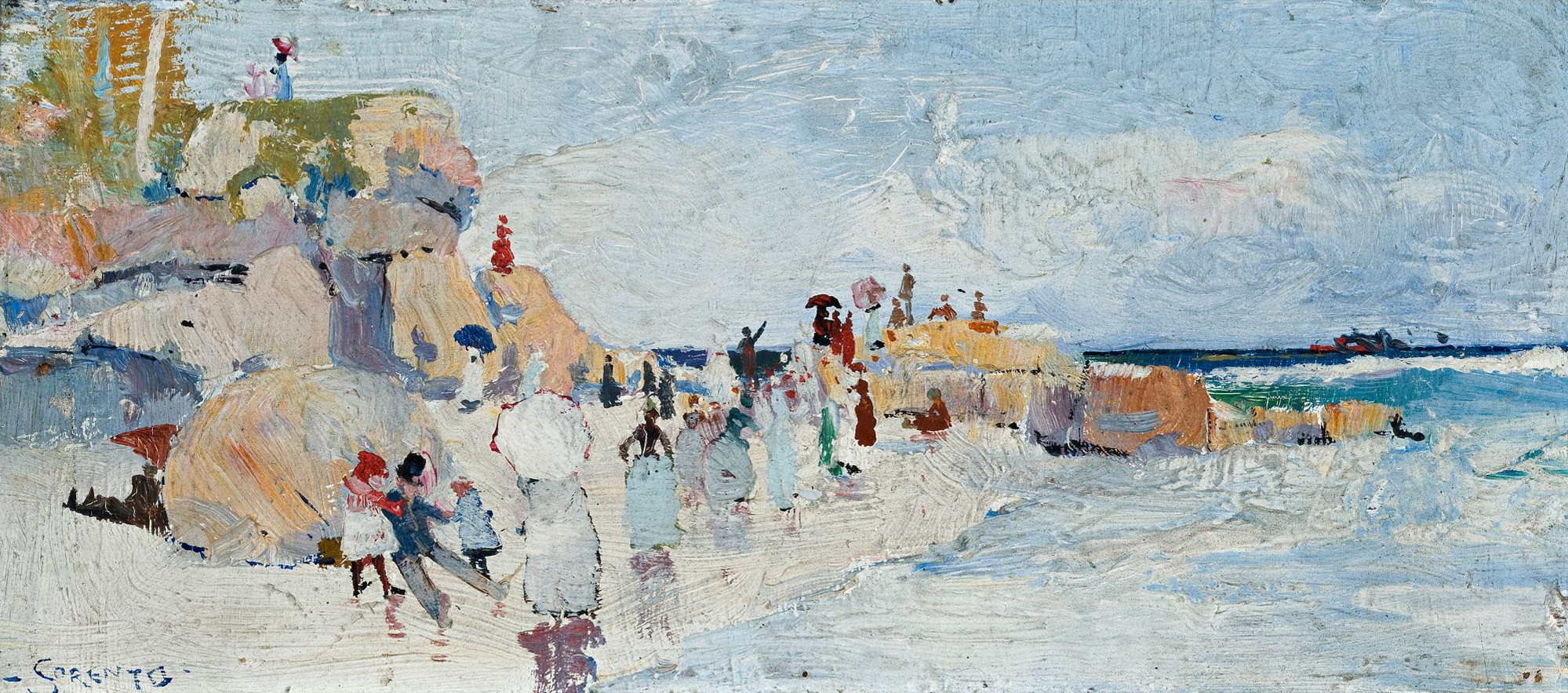
Centennial Choir at Sorrento, 1889, private collection
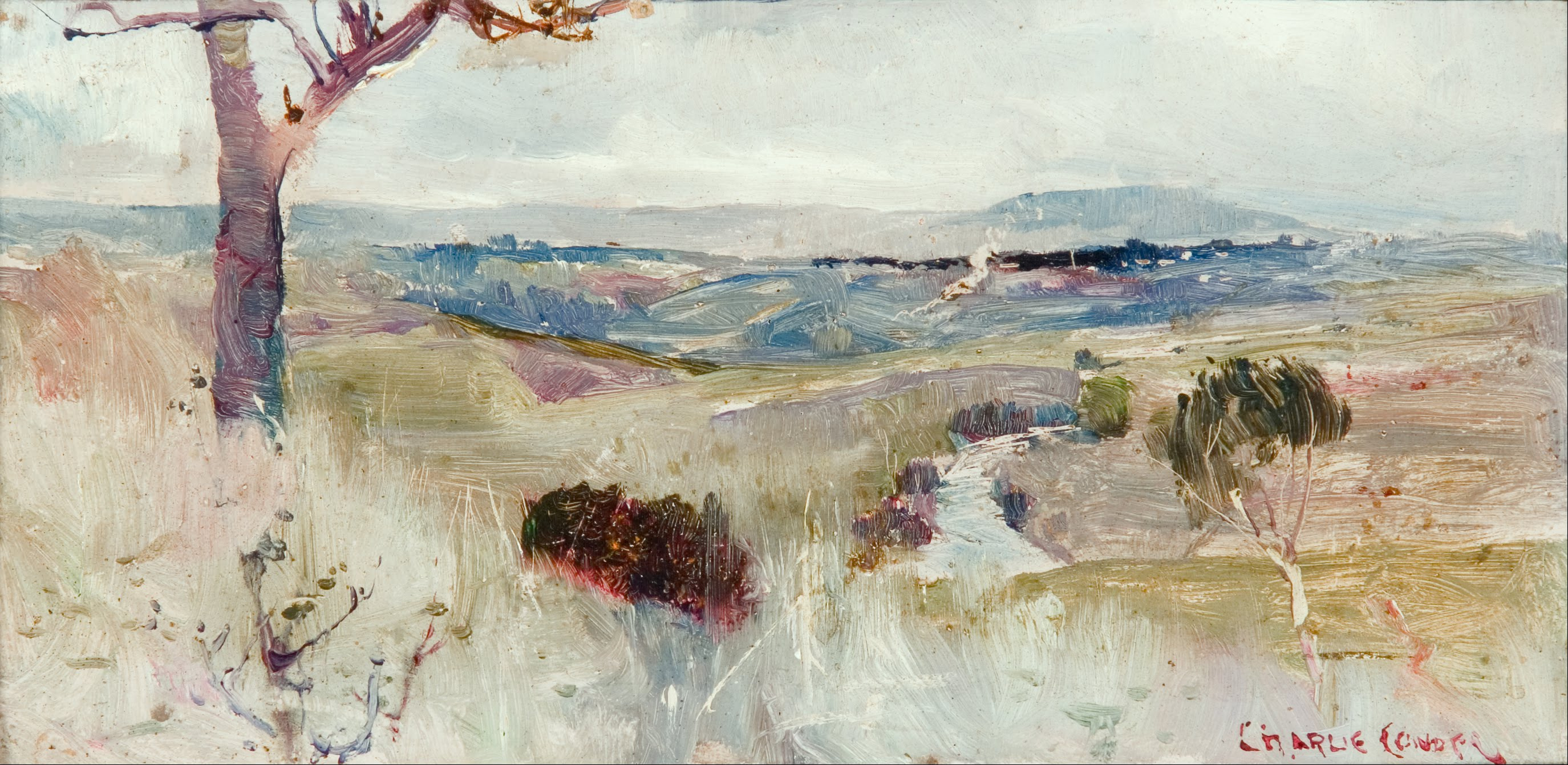
Dandenongs from Heidelberg, 1889, Art Gallery of South Australia
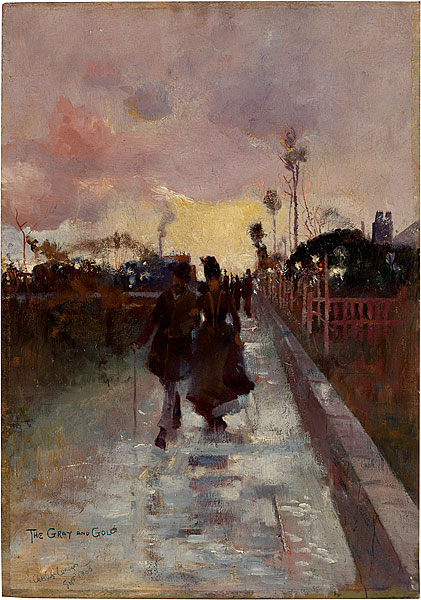
Going Home, 1889, National Gallery of Australia
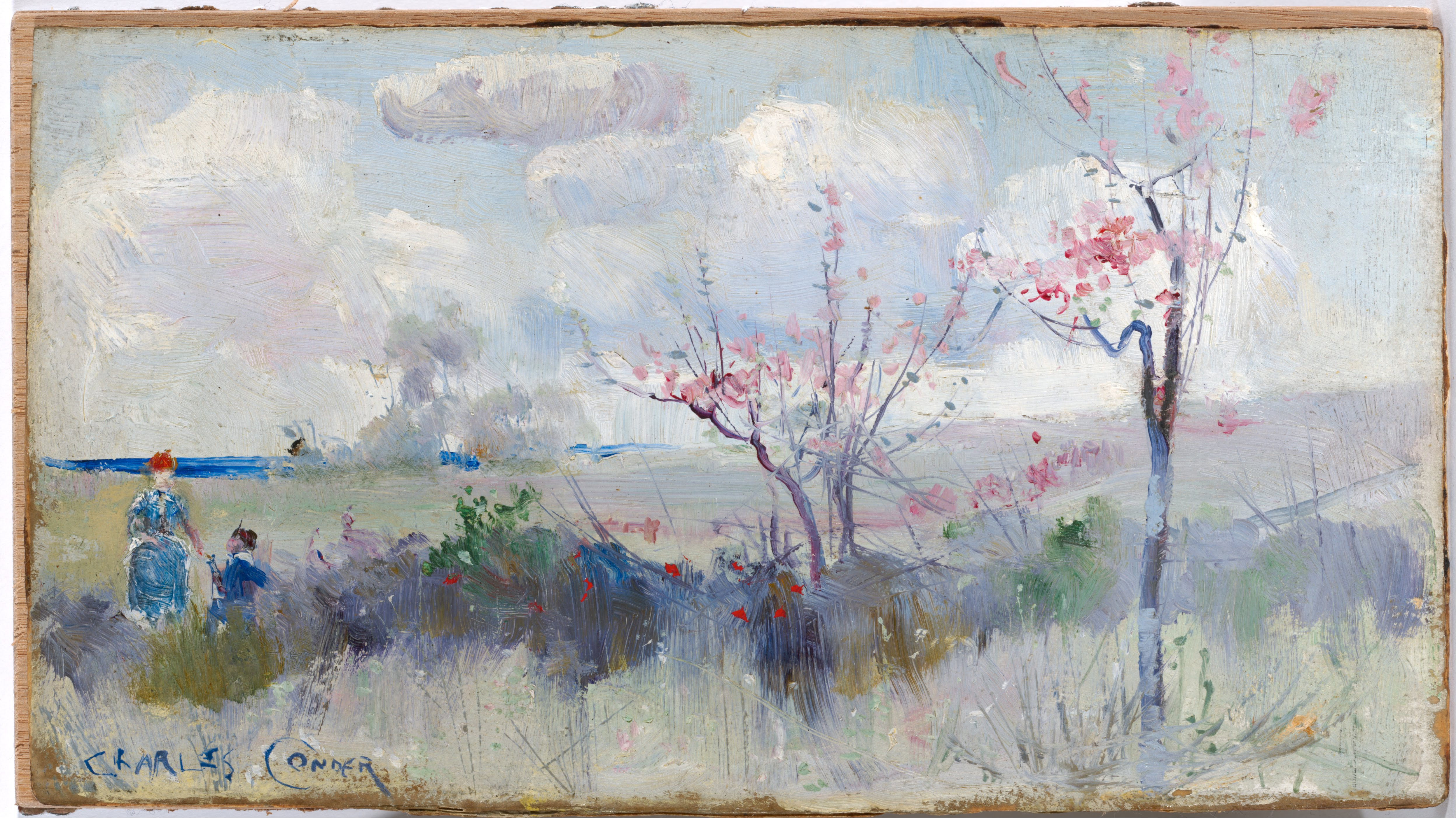
Herrick's Blossoms, 1888, National Gallery of Australia
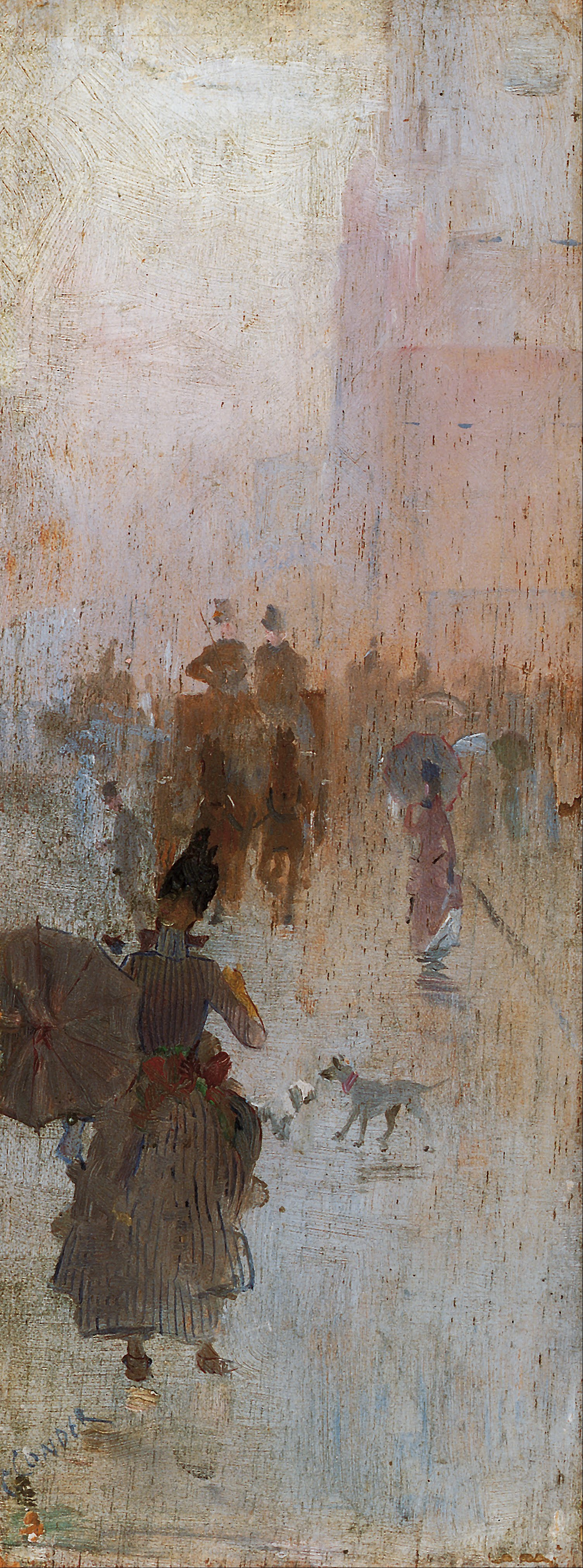
How We Lost Poor Flossie, 1889, Art Gallery of South Australia
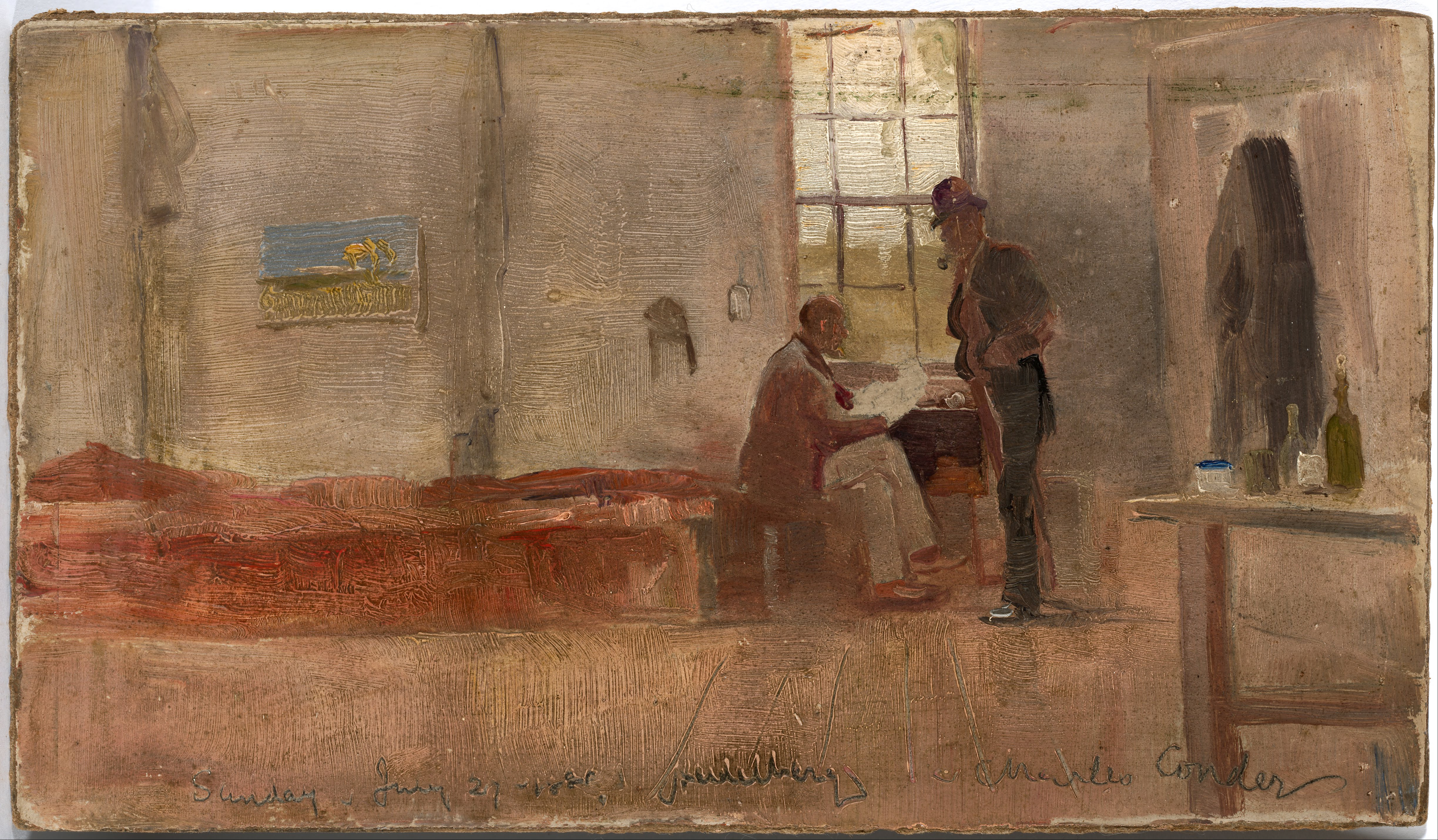
Impressionists' camp, 1889, National Gallery of Australia
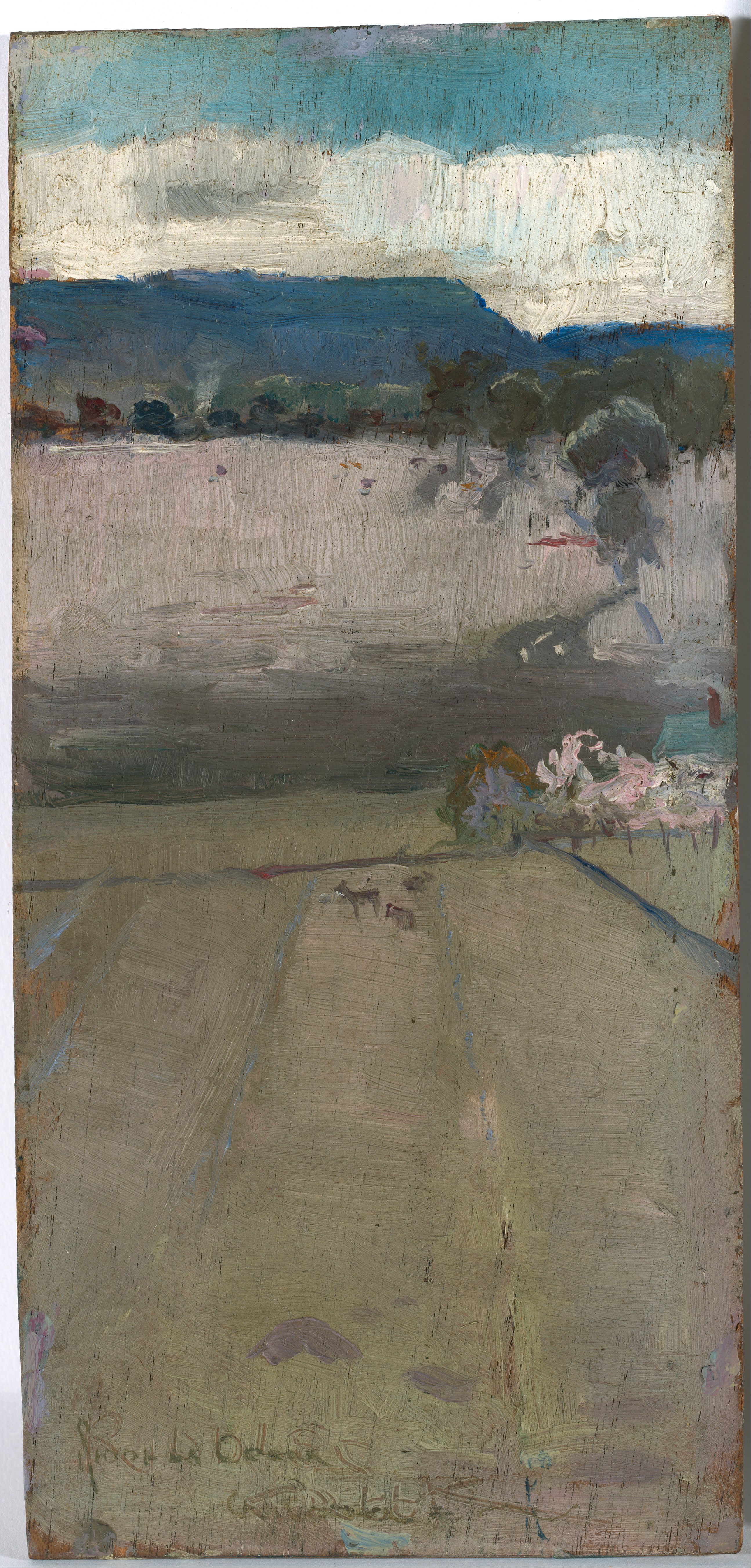
Riddell's Creek, 1889, National Gallery of Australia
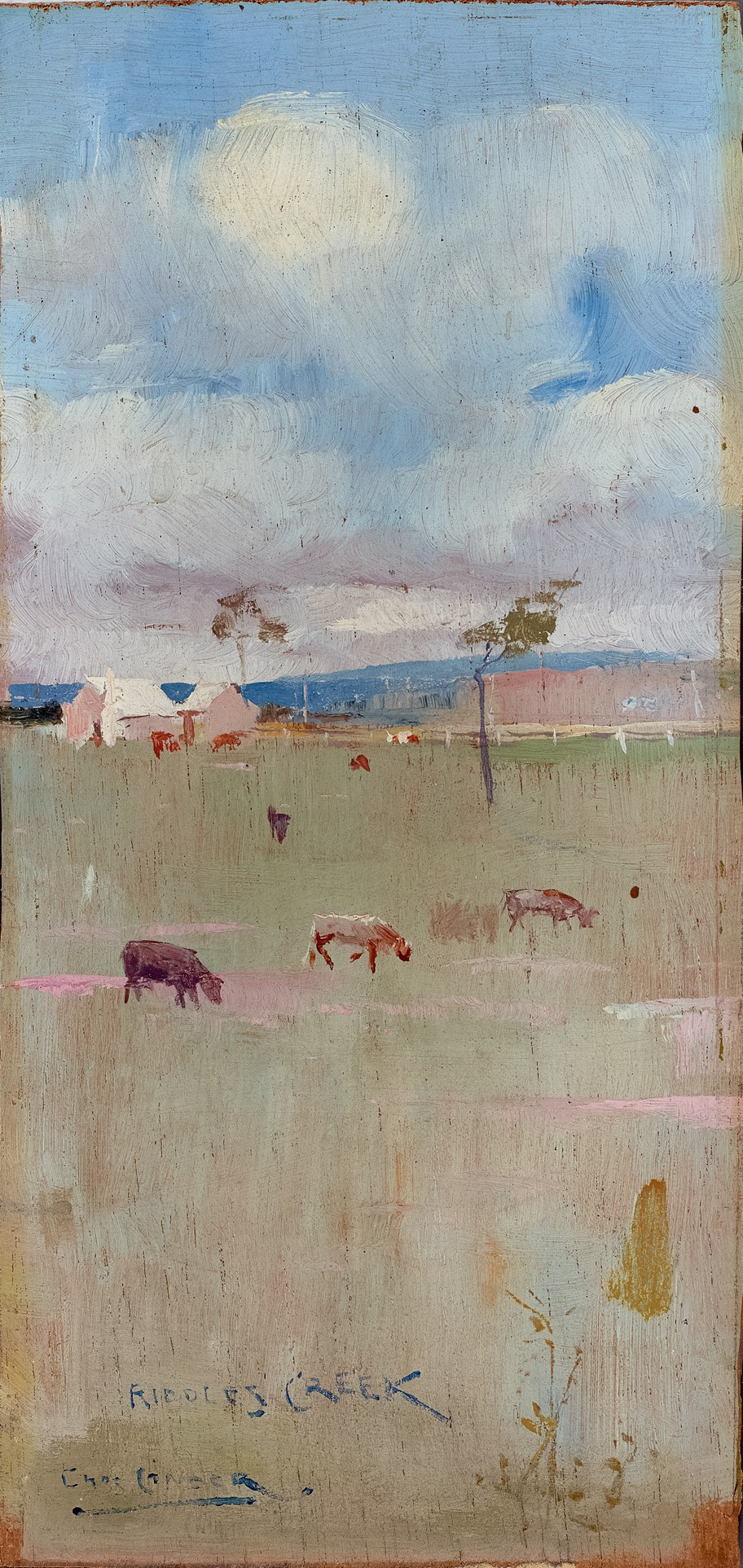
The Three Cows, 1889, private collection
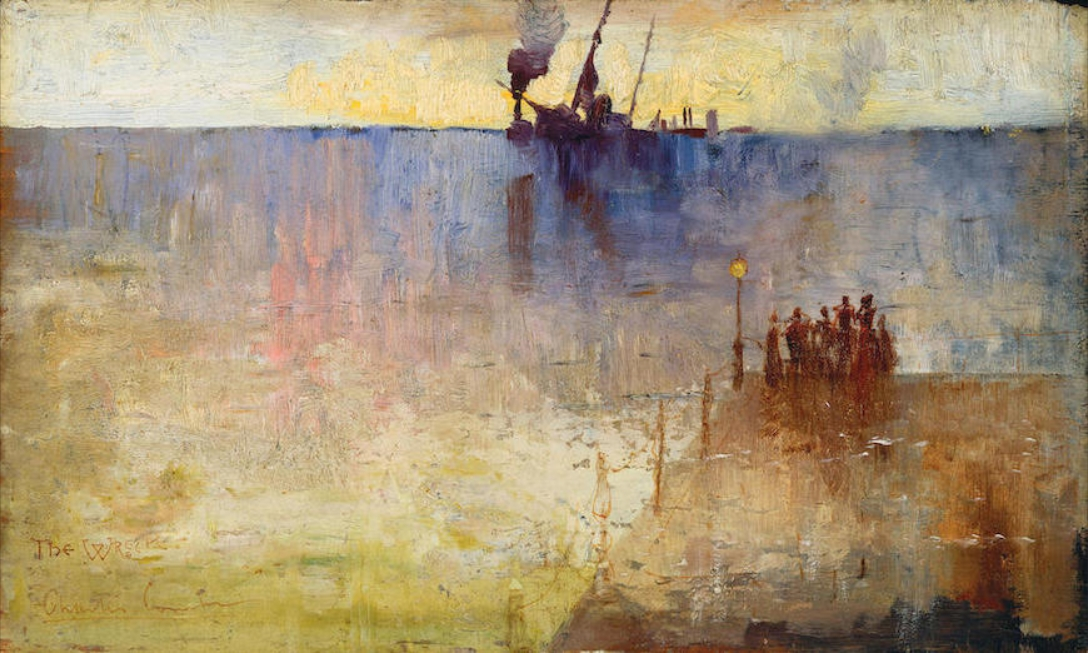
The Wreck, 1889, private collection

### Tom Roberts

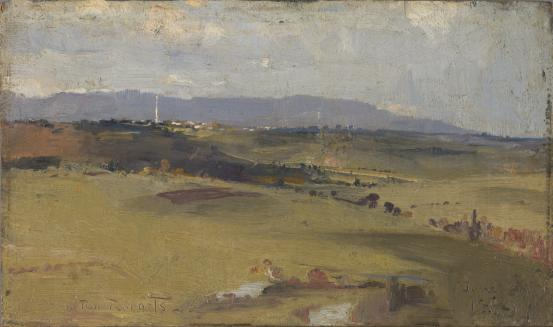
Across the Dandenongs, 1889, National Gallery of Victoria
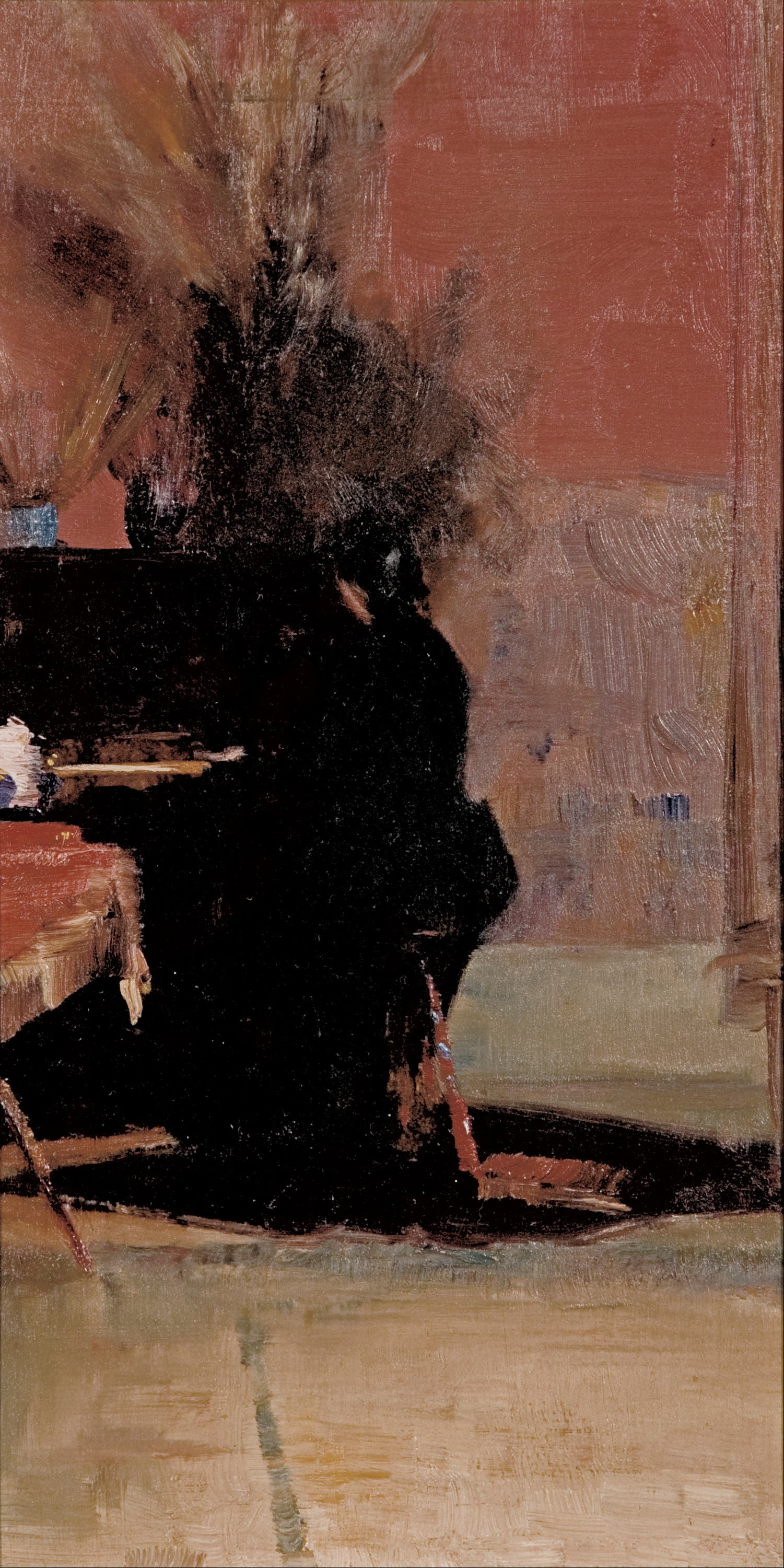
Andante, 1889, Art Gallery of South Australia
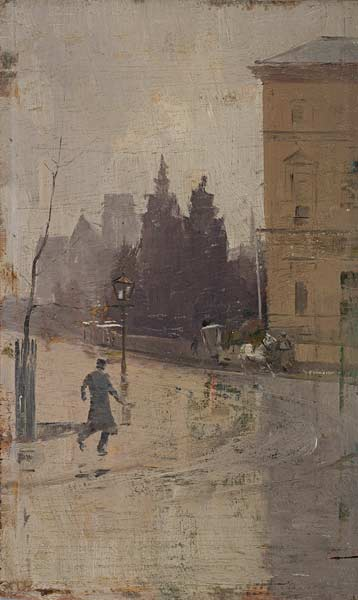
By the Treasury, 1889, National Gallery of Victoria
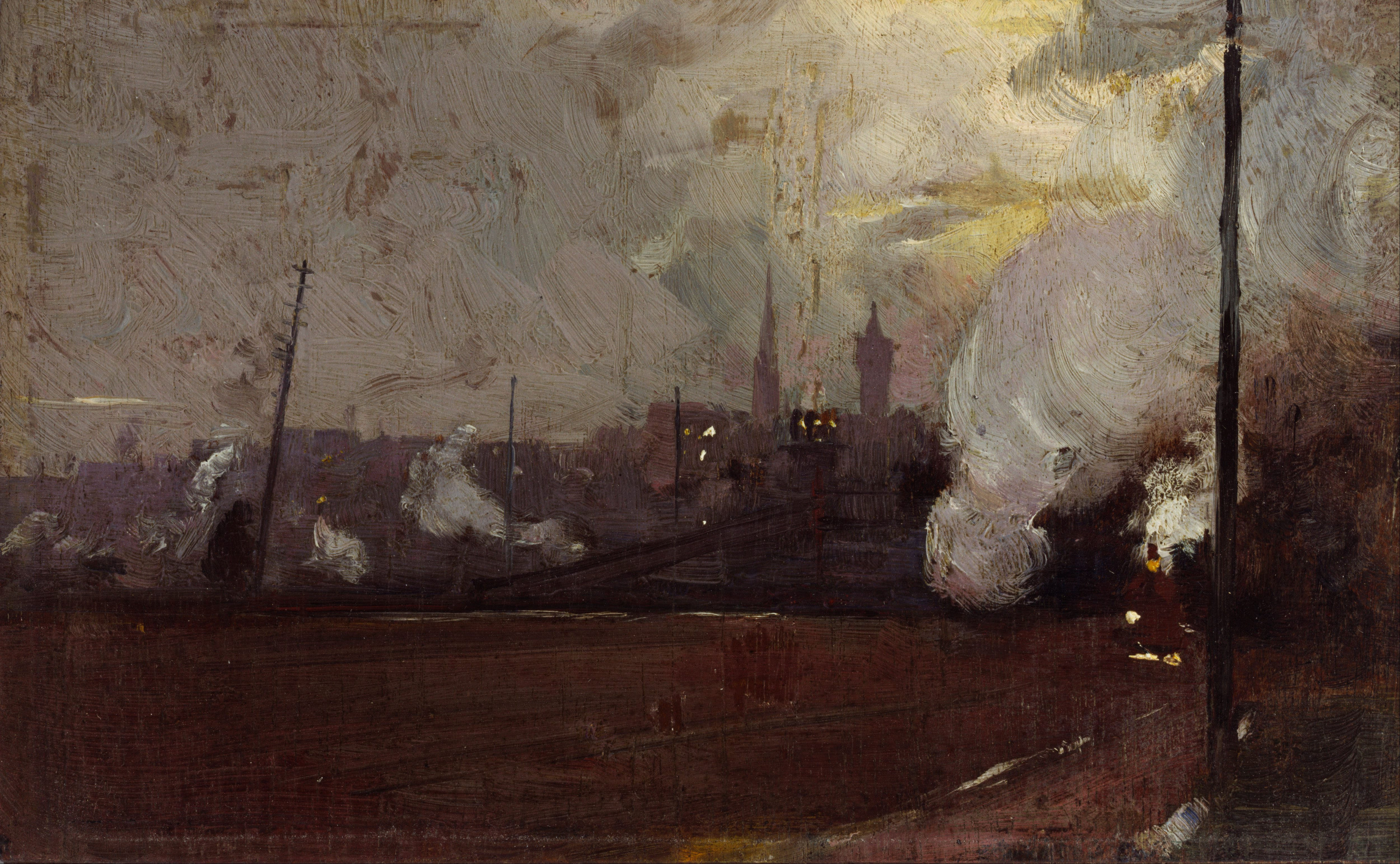
Evening train to Hawthorn, 1889, Art Gallery of New South Wales
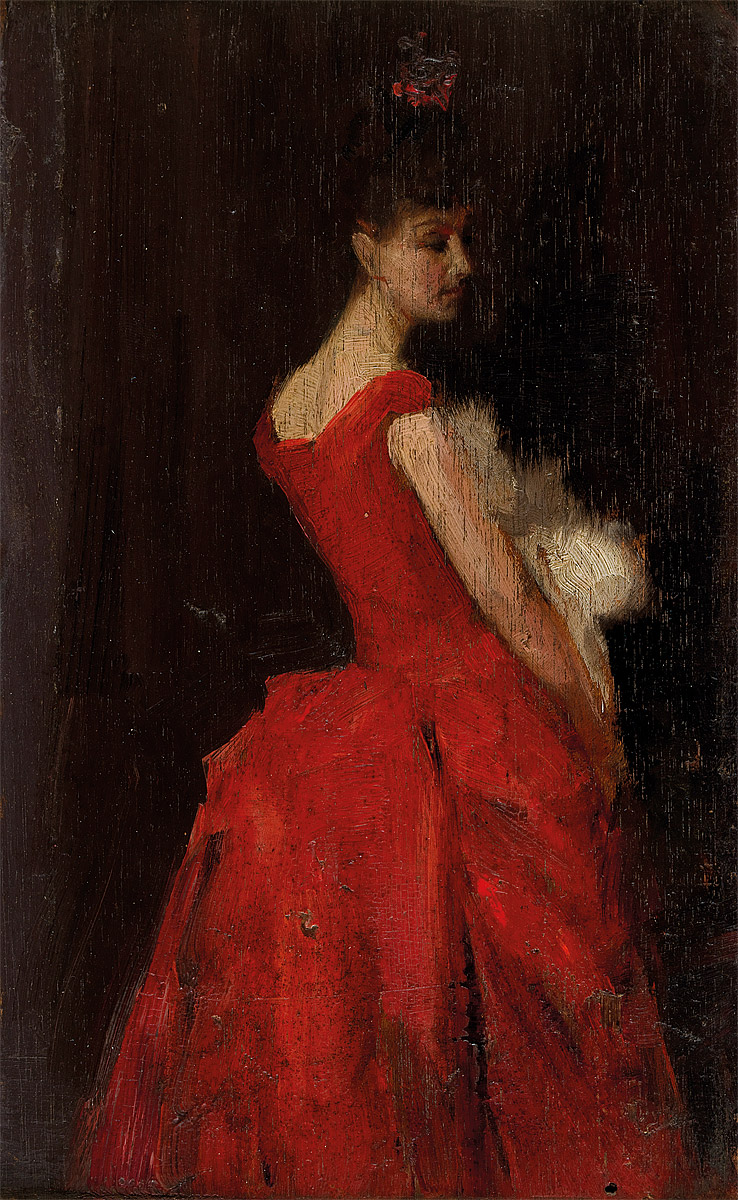
La Favorita, 1889, private collection
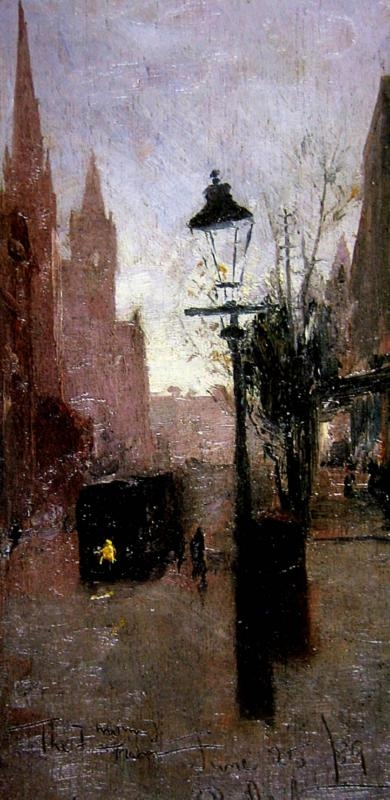
First Tram, 1889, private collection
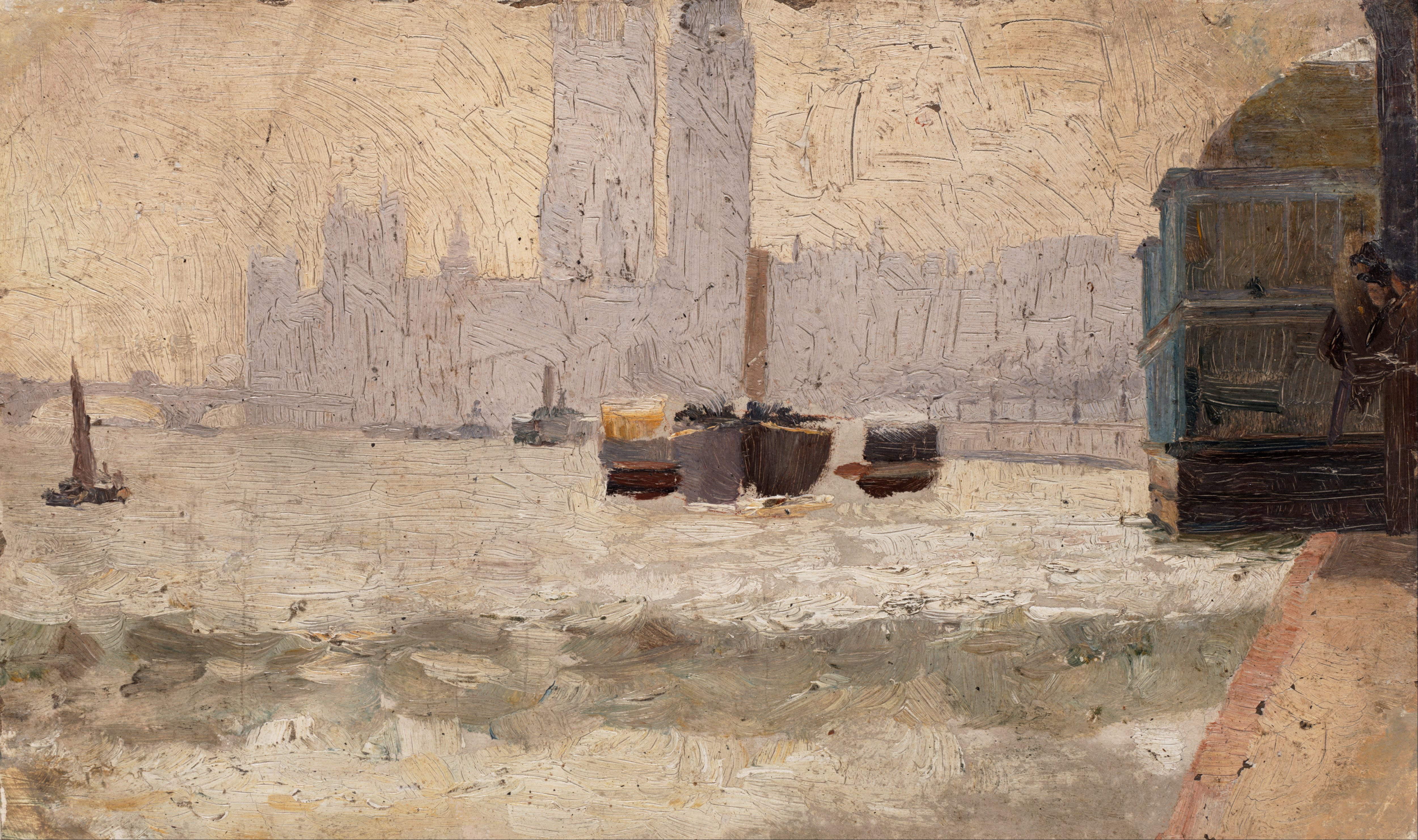
Fog, Thames Embankment, 1884, Art Gallery of New South Wales
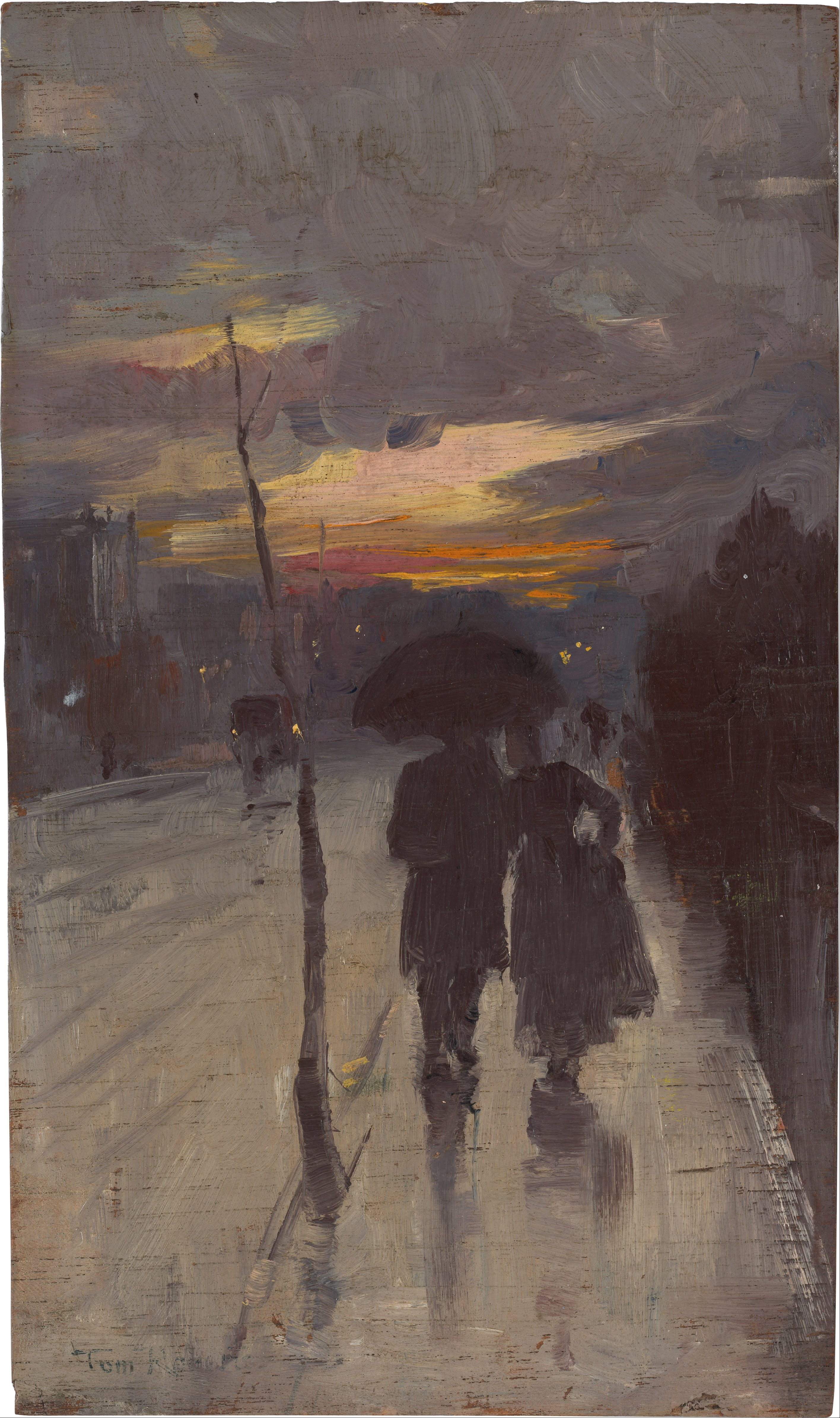
Going Home, 1889, National Gallery of Australia
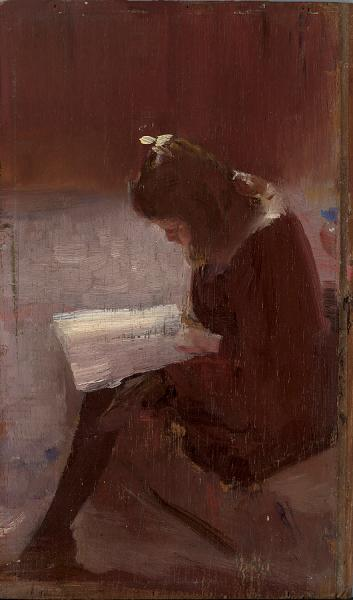
Harper's Weekly, 1889, National Gallery of Victoria
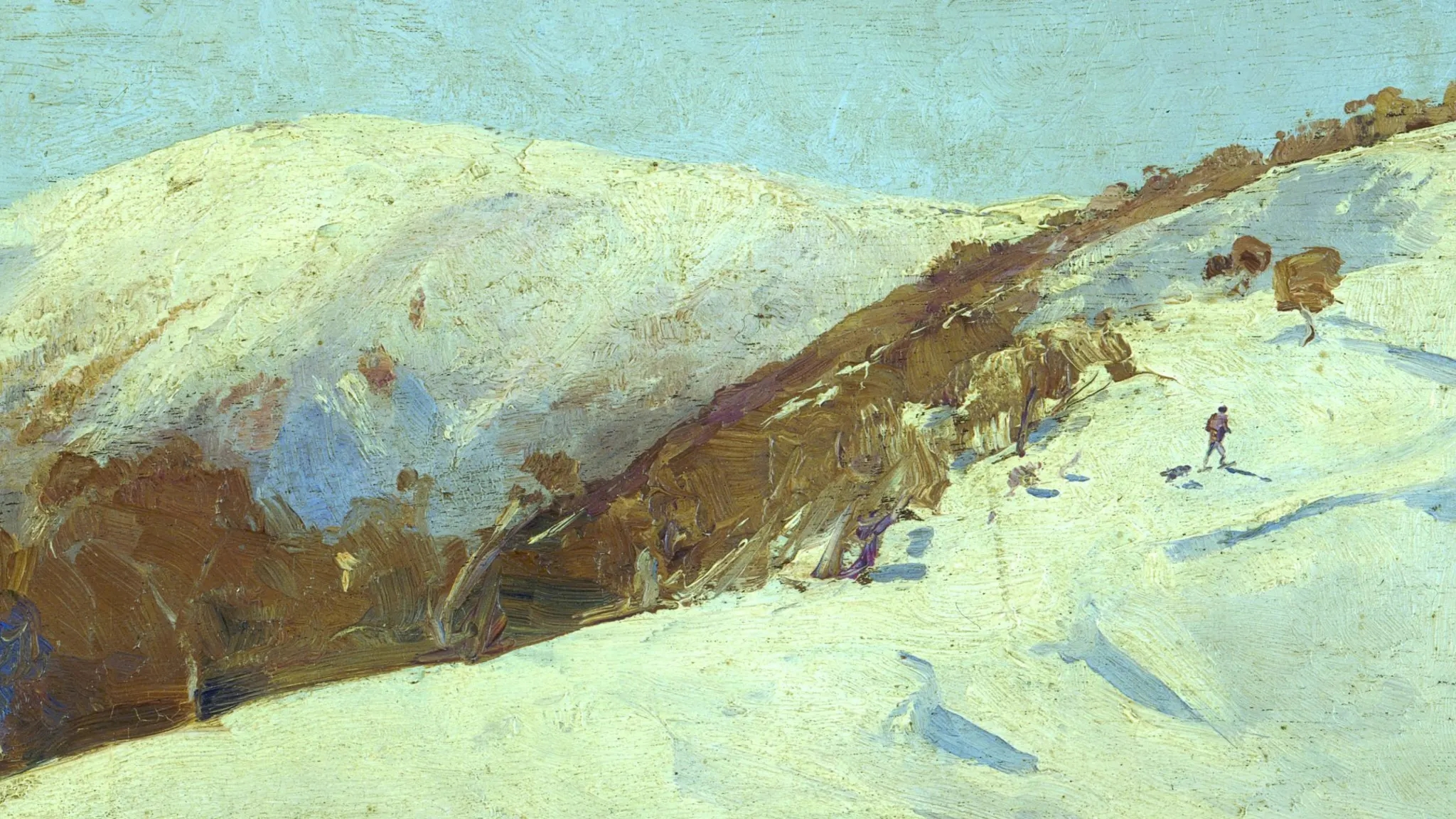
The Mailman to Omeo, 1889, private collection
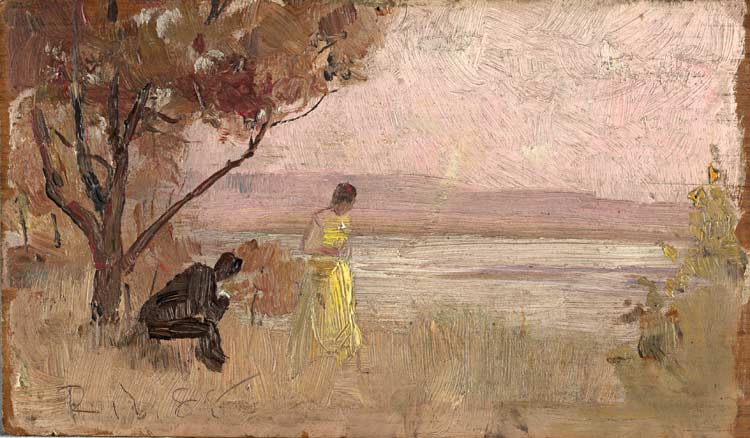
Mentone, 1889, National Gallery of Victoria
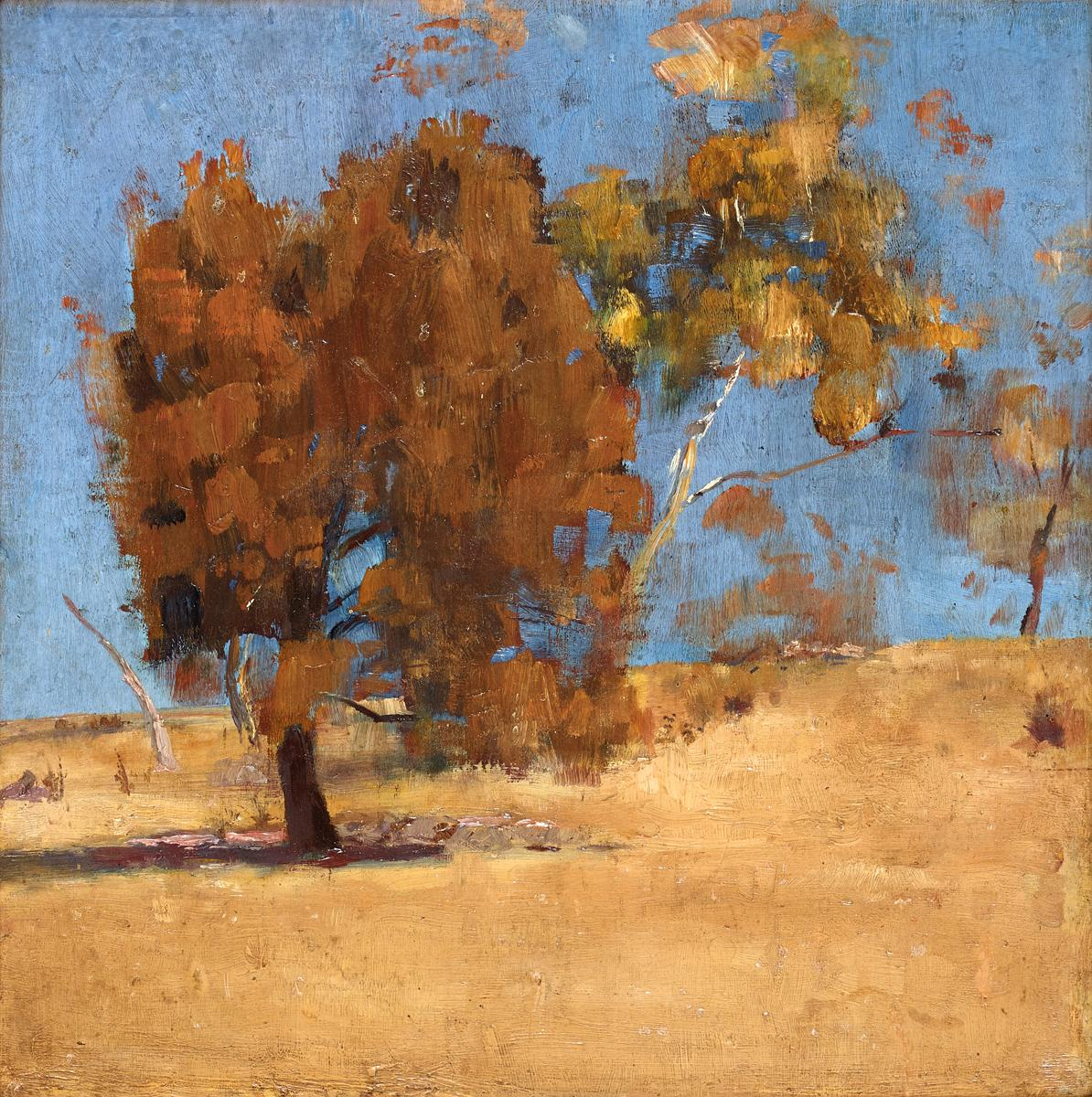
She-Oak and Sunlight, 1889, National Gallery of Victoria
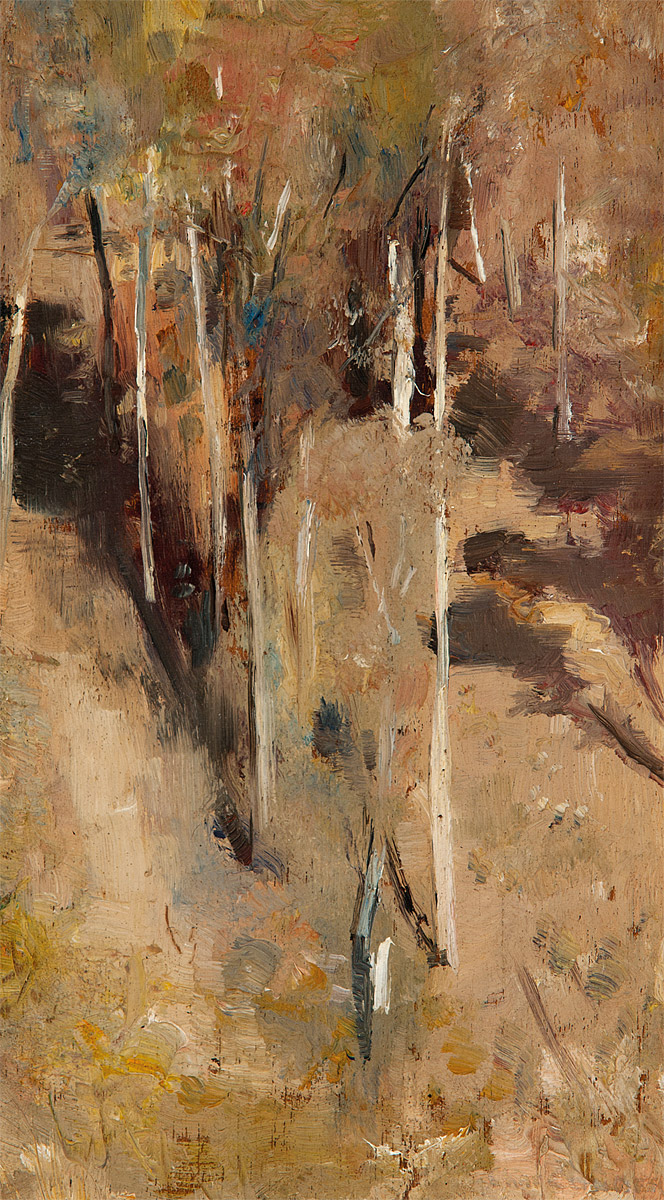
Saplings, 1889, National Gallery of Australia
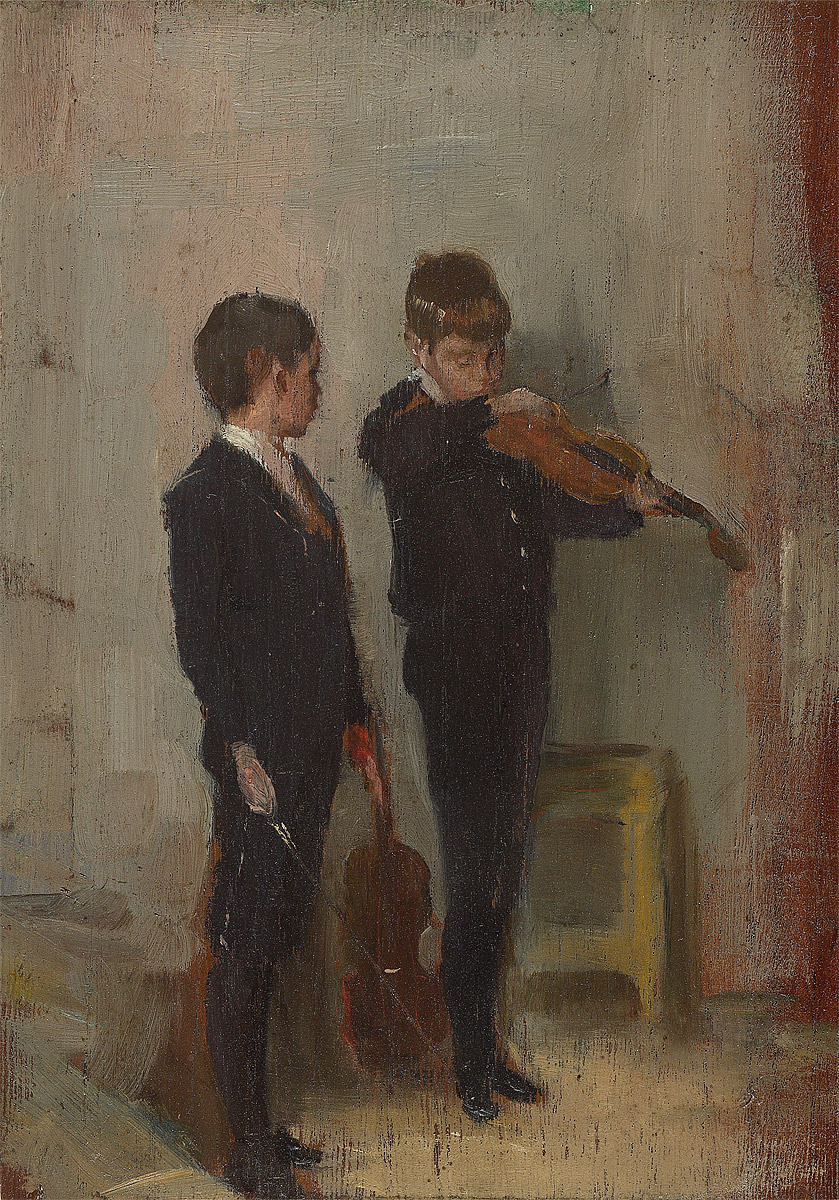
The violin lesson, 1889, National Gallery of Victoria

### Arthur Streeton

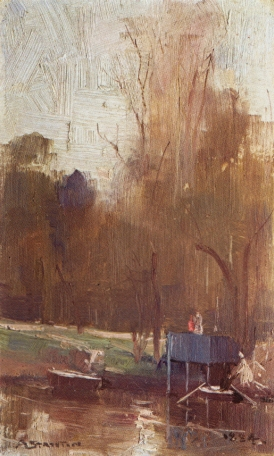
Brander's Ferry, 1889, private collection
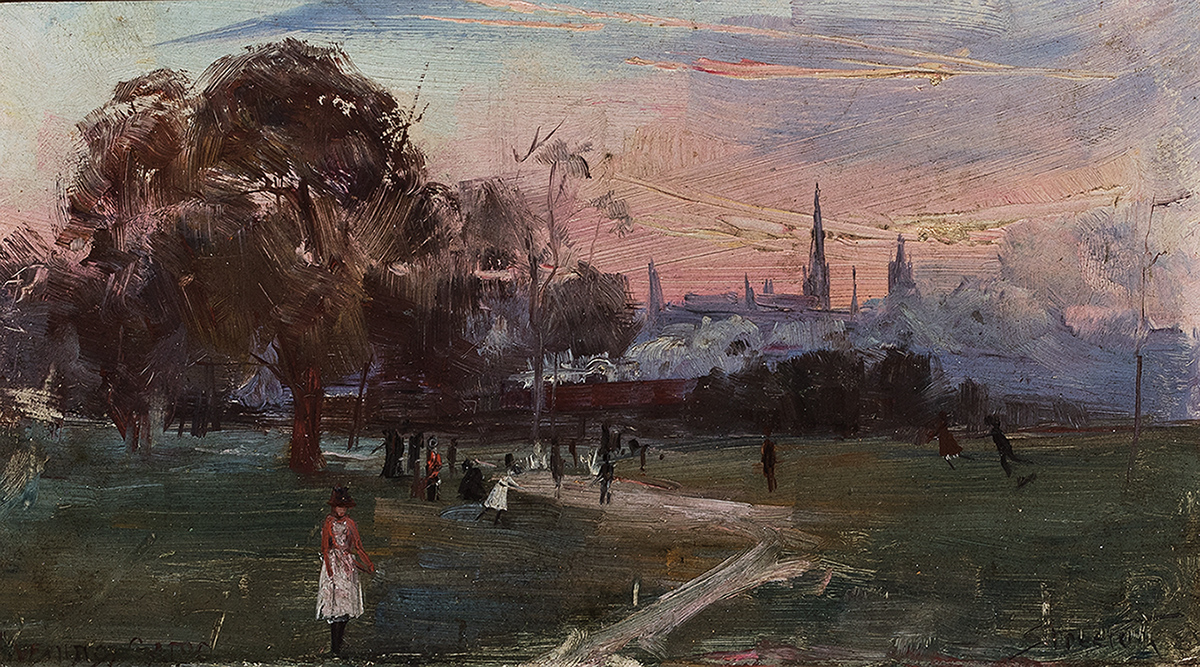
Evening game, 1889, private collection
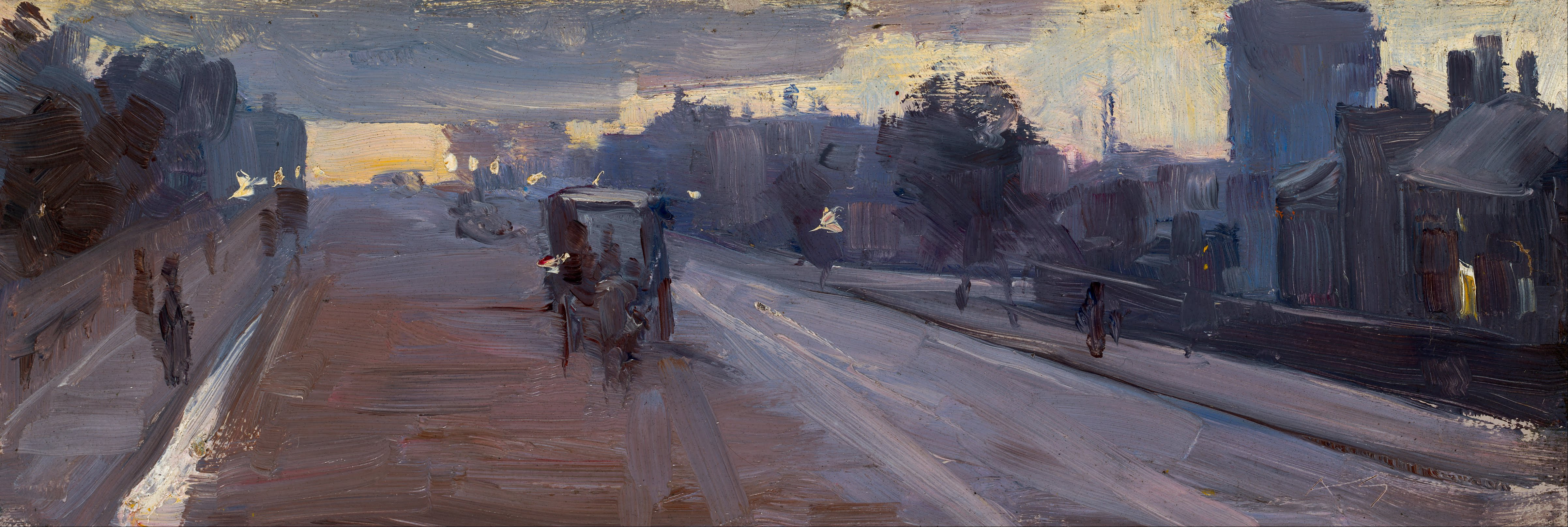
Hoddle Street to Junction, 1889, National Gallery of Australia
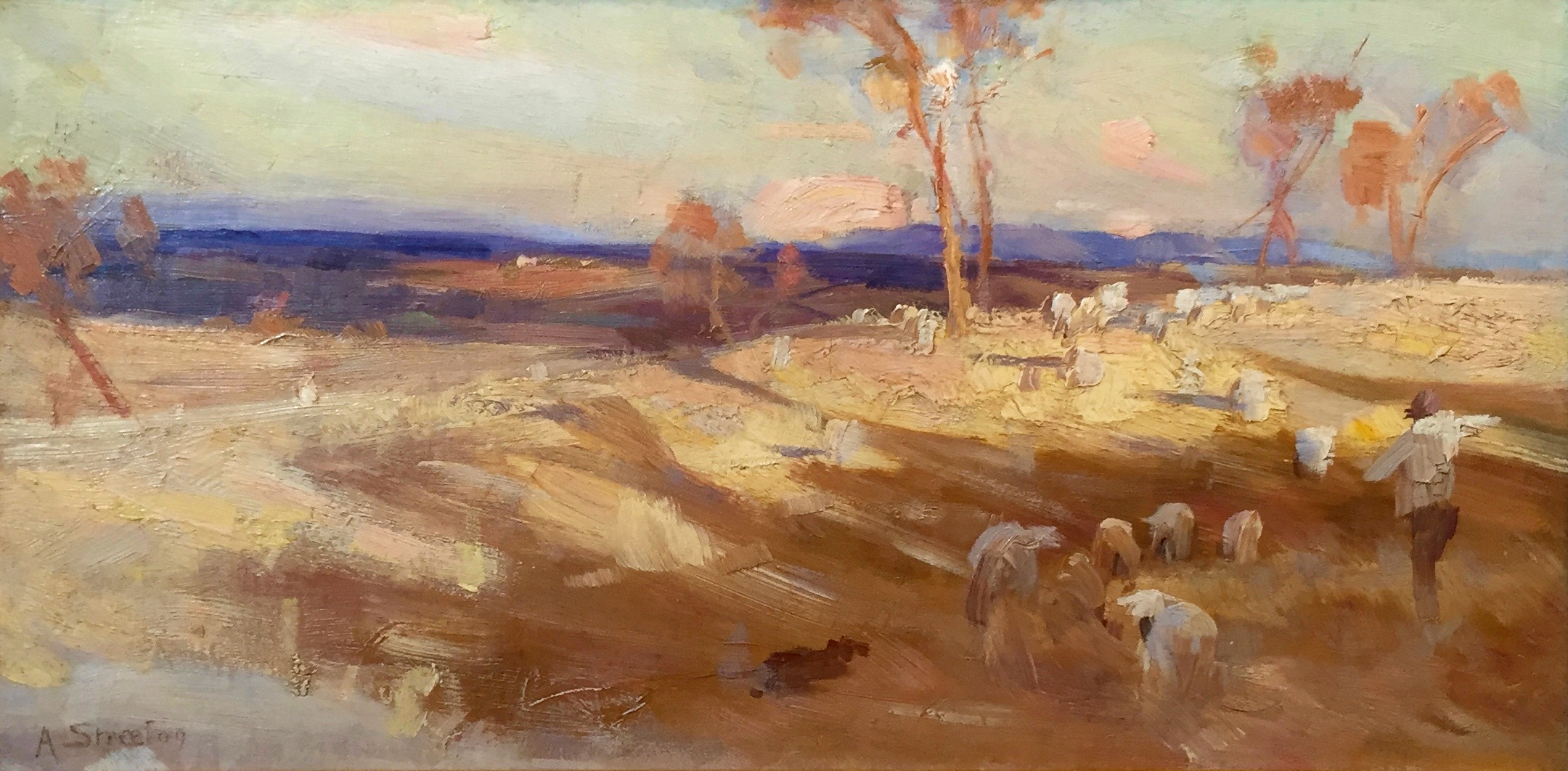
Impression for ′Golden Summer′, 1888, Benalla Art Gallery
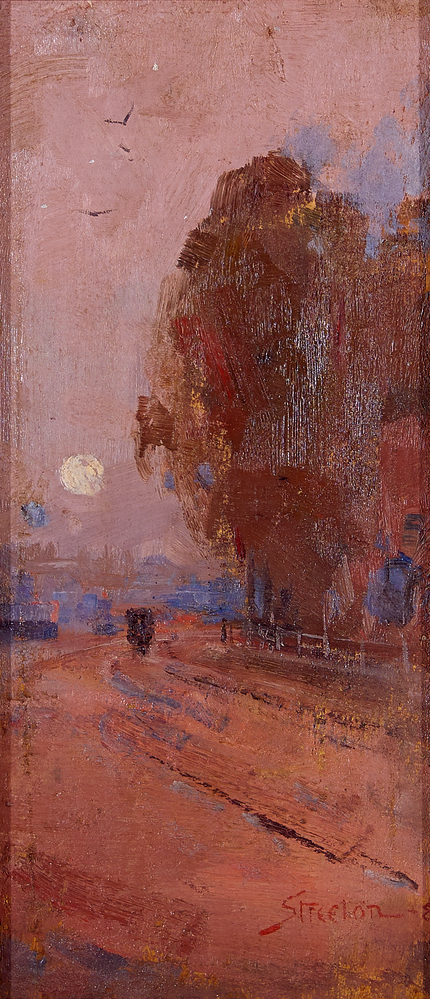
The Long Road, 1889, Shepparton Art Museum
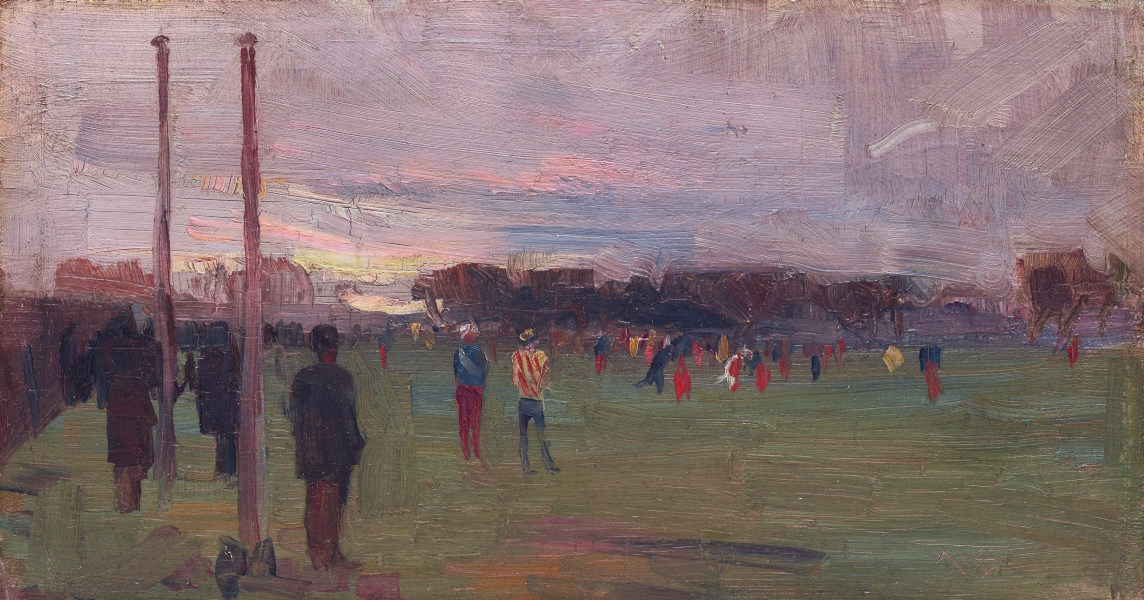
The National Game, 1889, Art Gallery of New South Wales
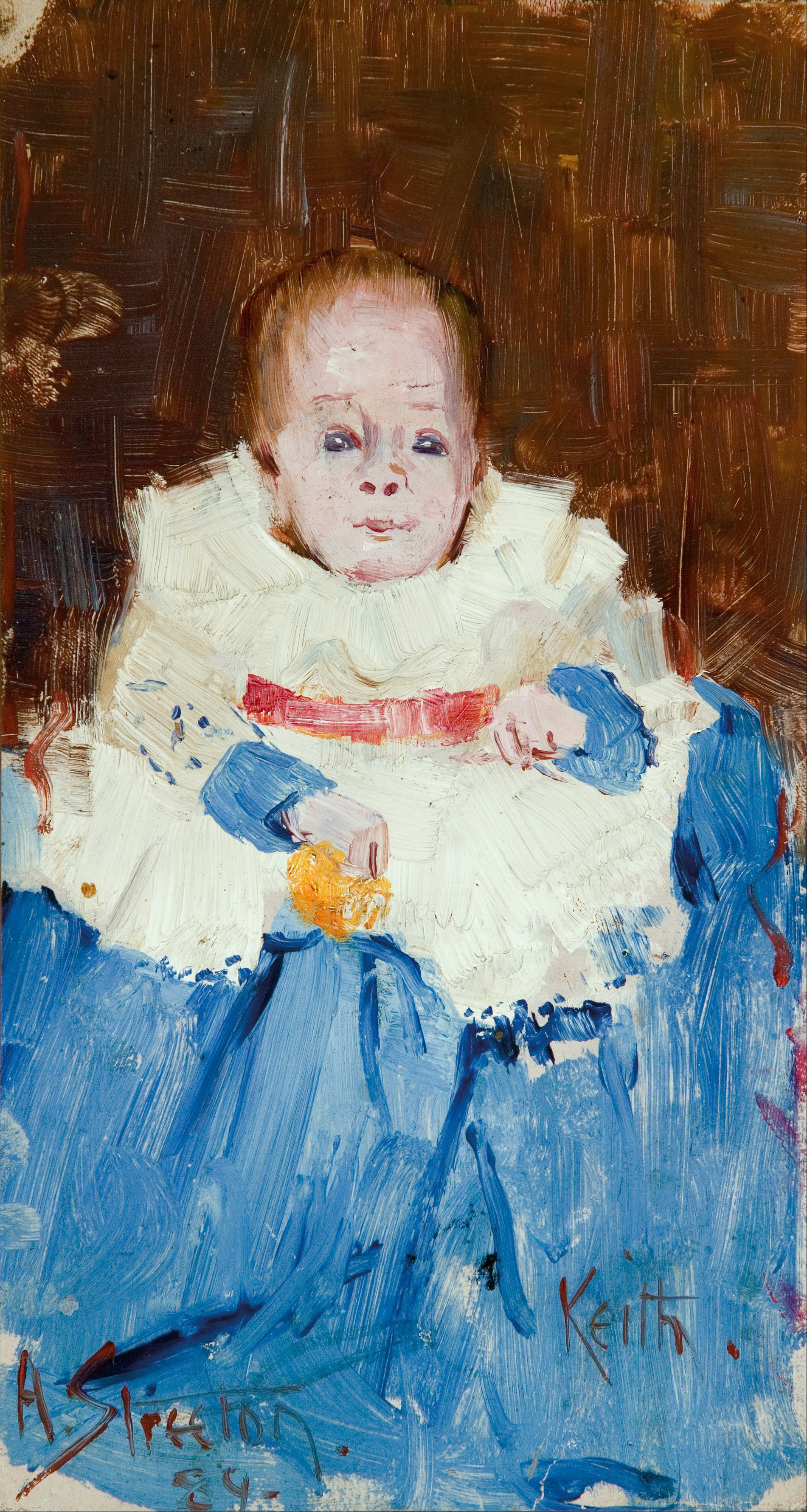
Orange, blue and white, 1889, Art Gallery of South Australia
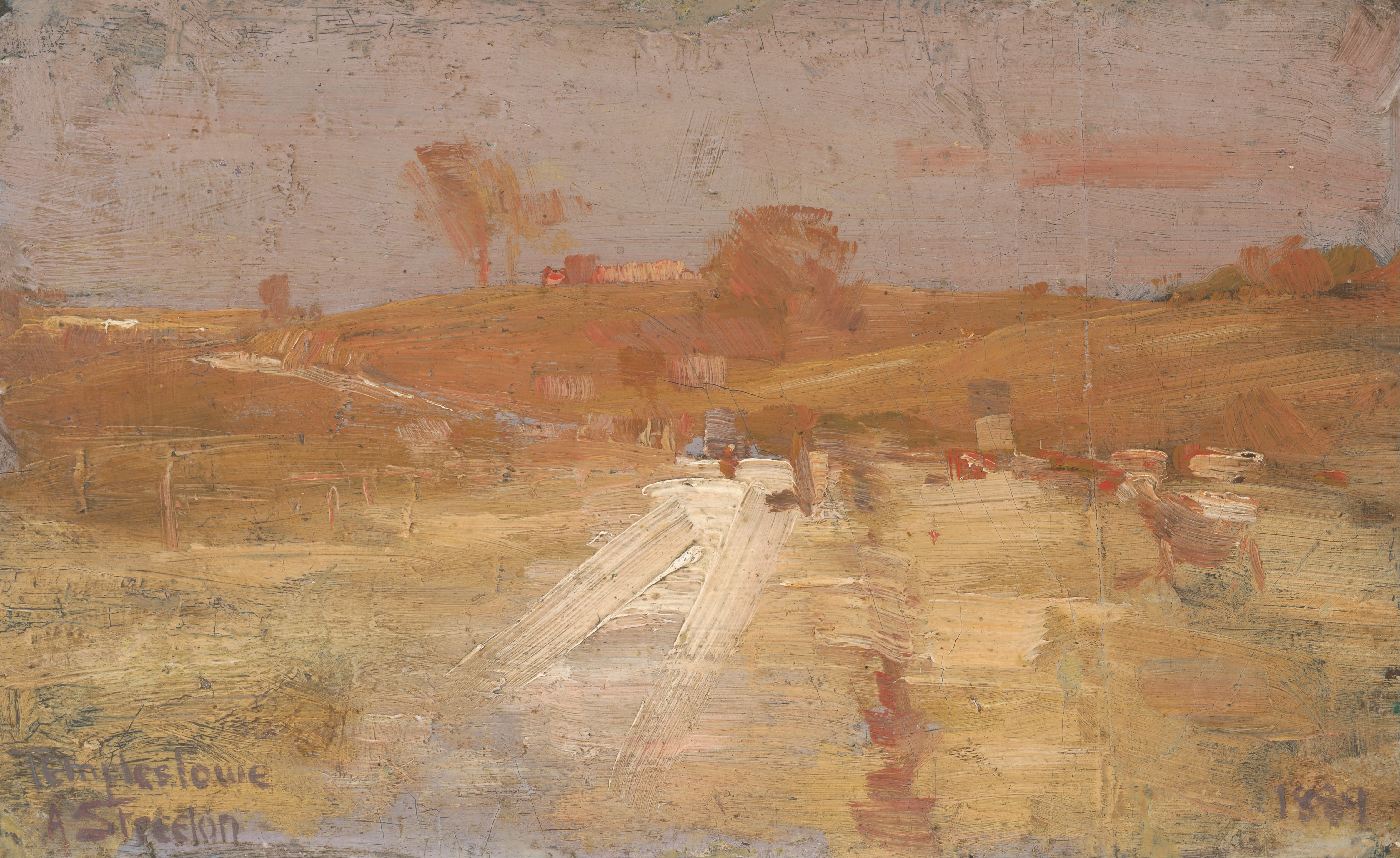
Pastoral in yellow and grey- a colour impression of Templestowe, 1889, National Gallery of Australia
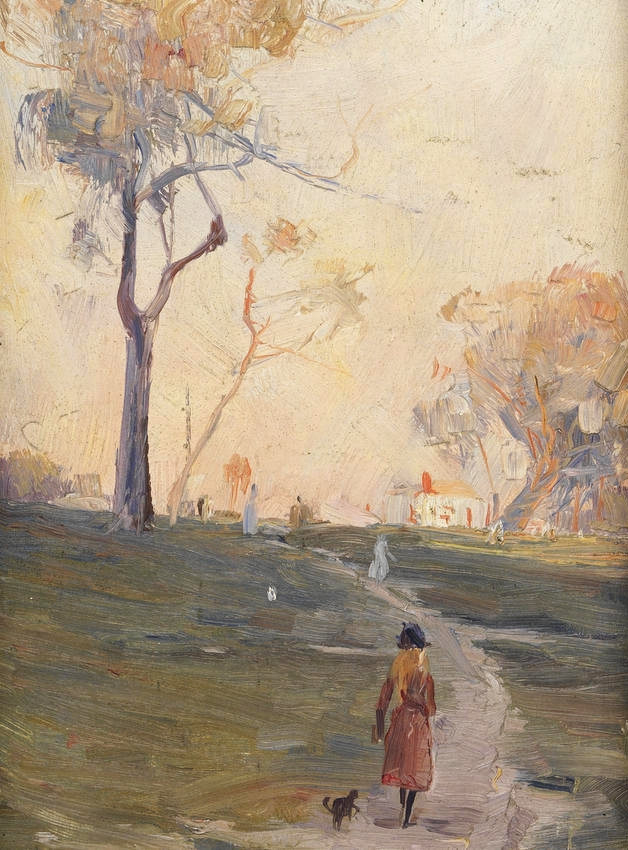
The Road Up the Hill, 1889, Queensland Art Gallery
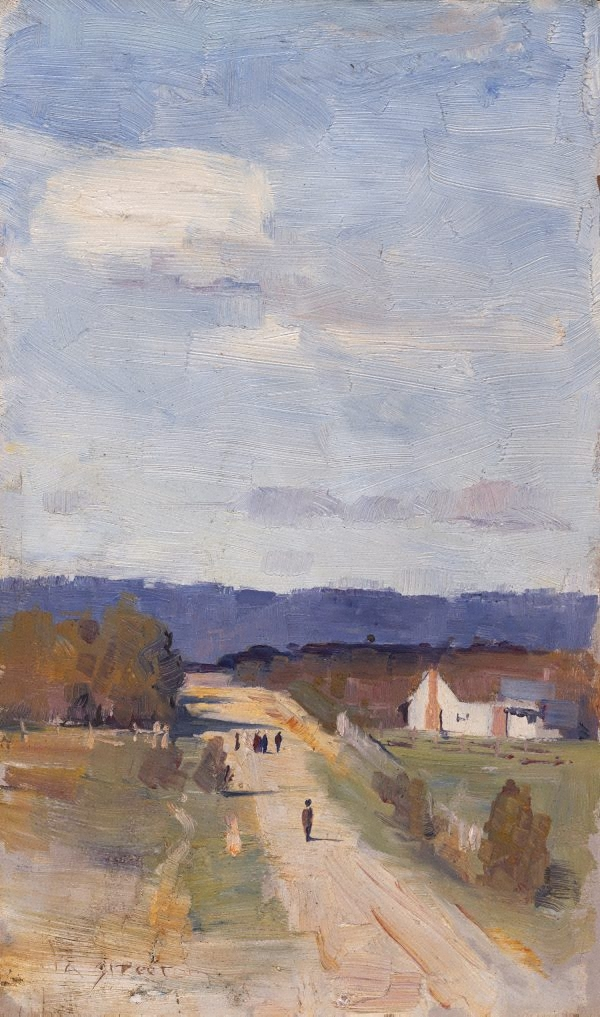
A Road to the Ranges, 1889, Art Gallery of New South Wales
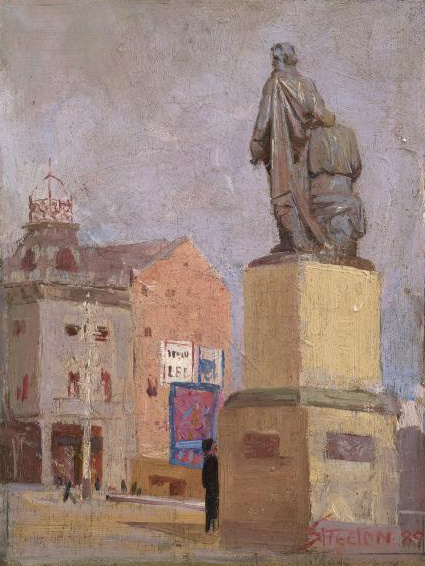
Princess & Burke & Wills, 1889, National Gallery of Victoria
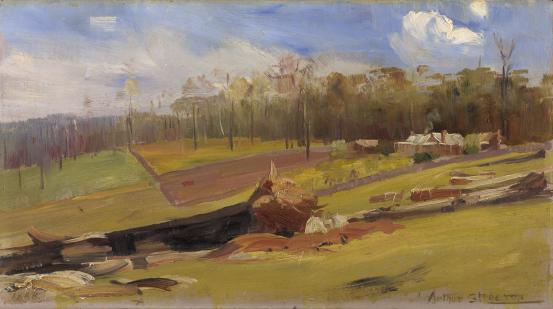
Residence of J. Walker, Esq., Gembrook, 1888, National Gallery of Victoria
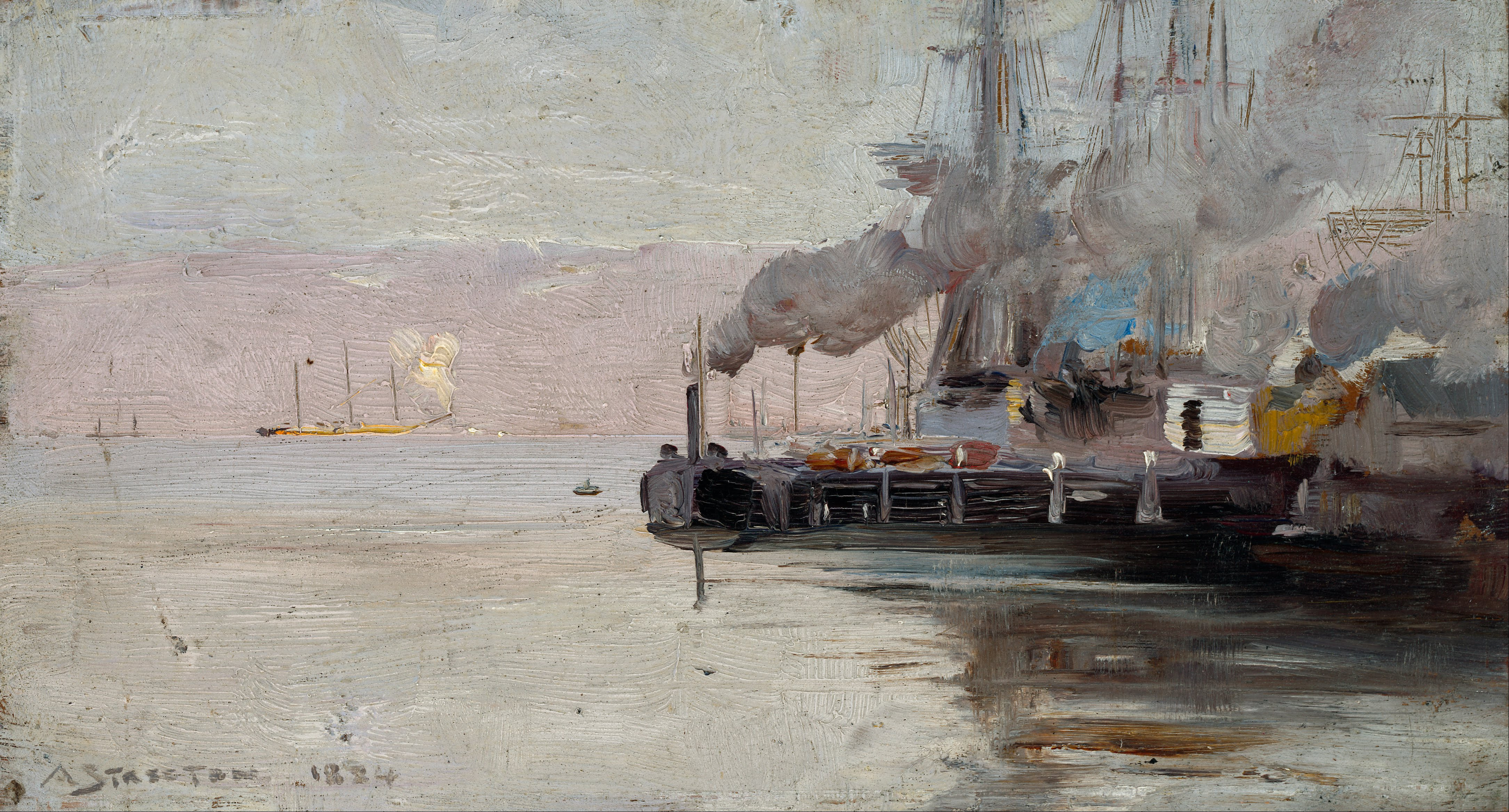
Sandridge, 1888, National Gallery of Australia
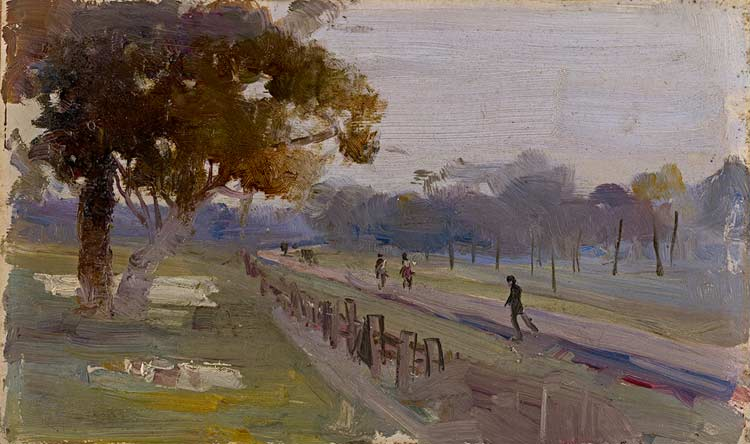
Windy and Wet, 1889, National Gallery of Victoria